# うどん

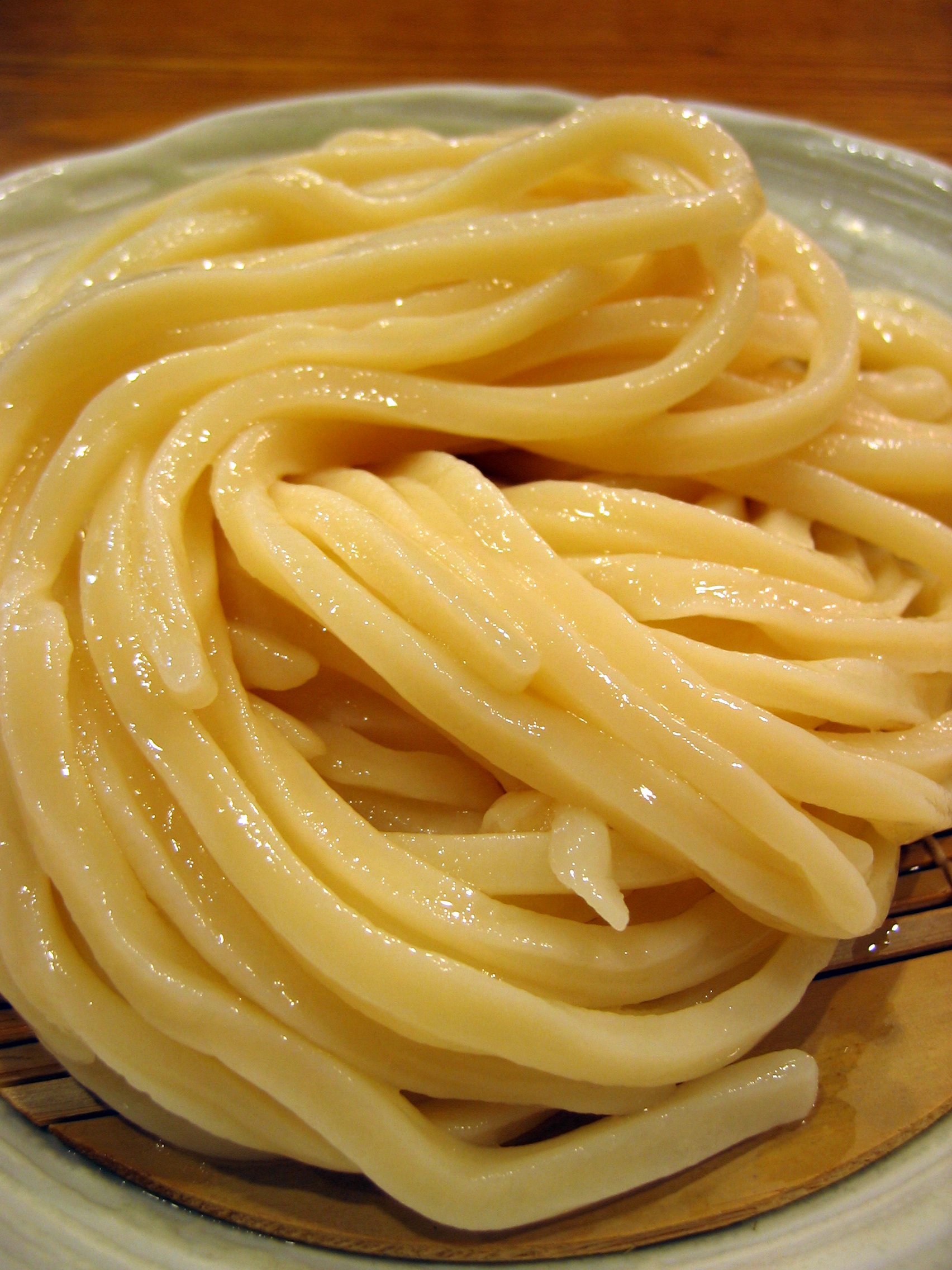
茹でたうどん

うどんは、日本の麺のひとつ。小麦粉を練って長く切った、ある程度の幅と太さを持つ。またはその料理である。饂飩とも書く。
細い物などは「冷麦」「素麺」と分けて称することが一般的ではあるが、乾麺に関して太さによる規定（後述）がある以外は厳密な規定はない。細い麺であっても「稲庭うどん」の例も存在し、厚みの薄い麺も基準を満たせば、乾麺については「きしめん、ひもかわ」も含まれる。

## 概要

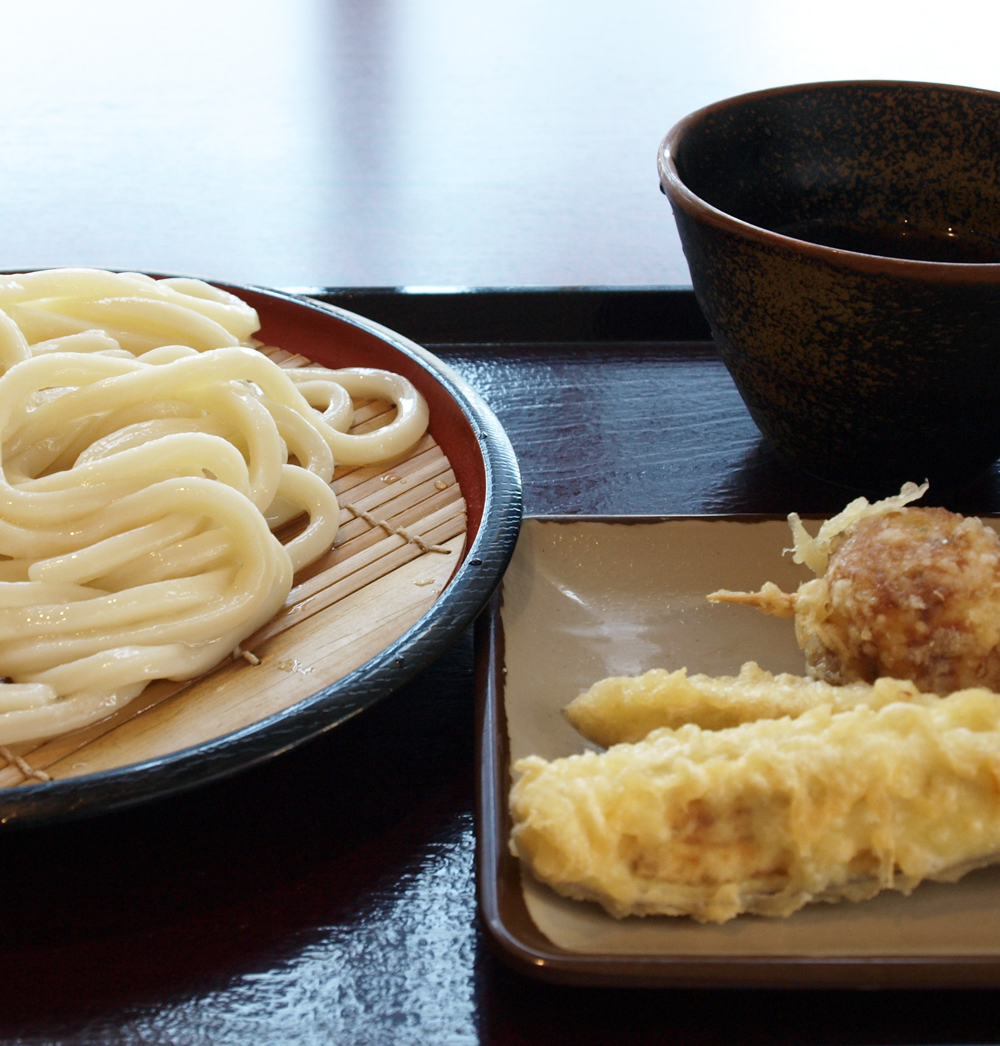
ざるうどんと揚げ物

手軽な庶民食、米飯と同様に主食として、また、祝い事に際して振る舞われる「ハレ」の食物として、古くから日本全国で食べられてきた。地域によって調理法や具材が異なる。
麺を大きな鍋で茹で上げる場合には、鍋の周囲に引っかけた状態で茹でられるよう、金属製あるいは竹製で深いザル状の「鉄砲ざる」（略して「テボ」「てぼざる」とも言われる）が用いられることも多い。
供する器には、丼（かけうどん）や、皿（うどん鉢など）、ざる（ざるうどんなど）、鍋（鍋焼きうどん）のほか、桶（うどん桶）、たらい（たらいうどん）なども用いられる。
専門店以外にも、蕎麦も並行して提供する店舗があるほか（立ち食いそば・うどん店など）、外食チェーン店などのメニューともなっている。また、麺のみの販売もスーパーマーケットなどで乾麺、茹で麺、生麺の状態で行われており、カップ麺としても多くのメーカーが多様な種類を販売している。価格帯も幅広い。
自動販売機による販売も行われており、カップ麺タイプ（パッケージがそのまま出てくるものや、湯を注ぎ完成したカップ麺が出てくるもの）だけでなく、完成された温かいものが出てくるタイプ（冷蔵麺を茹で→湯切り→温かいつゆを注ぐ→完成という工程を踏んでいる）も存在する。

## 歴史
発祥には諸説あり定かではないが、時代順に並べると以下のようになる。
- 遣唐使の一行が索麺の製法を、遣唐使船の寄港地であった肥前国 松浦郡 上五島の人々に真っ先に伝えた説。
- 奈良時代に遣唐使によって唐から渡来した小麦粉の餡入りの団子菓子「混飩（こんとん）」に起源を求める説。
- 青木正児の『饂飩の歴史』によれば、ワンタンに相当する中国語は「餛飩（コントン；中国語の発音ではhún tún）」と書き、またこれを「餫飩（ウントン、コントン）」とも書き、これが同じ読み方の「温飩（ウントン；中国の発音ではwēn tún）」という表記になり、これが「饂飩（ウドン；中国語の発音ではyún tún）」となったとする説。
- 平安時代に遣唐使として唐に渡った空海が饂飩を四国に伝えて讃岐うどんが誕生したという伝説。
- 平安時代の989年、一条天皇が春日大社へ詣でた際に「餺飥（現代ではほうとうと読むがはくたくと読む。神饌として奉納された）」を食べたという『小右記』の記述から、発祥は奈良とする説[3][4][5]。また、それ以前の奈良時代までは索餅・はくたくのいずれも醤で調味しながら野菜とともに煮て現代のほうとうと同様に食べられていた。
- 仁治2年（1241年）に宋から帰国した円爾（聖一国師）が製粉の技術を持ち帰り、饂飩、蕎麦、饅頭などの粉物食文化を広めたとする説。承天寺（福岡市、円爾建立）境内には「饂飩蕎麦発祥之地」と記された石碑が建っている[6]。また製粉機の詳細を記した古文書『水磨の図』が残されている。
- 中国大陸から渡来した切り麦が日本で独自に進化したものであるという説。
- 奥村彪生によれば、麺を加熱して付け汁で食するものは中国大陸にはなく、日本の平安時代の文献にあるコントンは肉の餡を小麦の皮で包んだもので、うどんとは別物であり、うどんを表現する表記の文献初出は南北朝時代の「ウトム」であるとする説[7]。
- 南北朝時代末期の『庭訓往来』や『節用集』などに「饂飩」「うとん」の語が現れる。江戸時代は「うどん」と「うんどん」の語が並存し、浮世絵に描かれた看板などに「うんとん」と書いてあることがよくあり、明治初期の辞書『言海』には「うどんはうんどんの略」と記されている。
- 室町時代に記された『尺素往来』に「索麺は熱蒸し、截麦は冷濯い」という記述があり、截麦（切麦）が前身と考える説もあるが、その太さがより細く、冷やして食されていたことから、冷麦の原型とされている。切麦を温かくして食べる「温麦」と冷やして食べる「冷麦」は総じてうどんと呼ばれた[注 2]。

いずれにせよ、江戸時代前期には現代の形のものが、全国的に普及して広く食べられるようになっていた。
備考
- 中国大陸では「乌冬面」、台湾などの繁体字文化圏では「烏龍麵」と表記するが、いずれも日本語の発音に基づく当て字であり、起源・由来とは関係がない。
- 江戸時代中期までは、薬味はコショウだった。江戸時代後期にトウガラシ栽培が軌道に乗るに連れ、その地位を奪い今日に至っている[8]。
- 第二次世界大戦中の1940年9月、食堂などで提供されるうどんに公定価格が設定された。65匁以上の量で一杯10銭[9]。以降、味の良し悪しは関係なく10銭で売られることとなったため、材料入手難と相まってうどんの劣化が進んだ。
- 第二次世界大戦後、インスタントラーメンの普及に伴い、その技術を応用したインスタントうどんが出現し、特にインスタントカップうどんはインスタントカップ麺の中でも大きなシェアを占めているが、鍋で茹でるインスタント袋うどんは同カレーうどんや同味噌煮込みうどんを除いてあまり成功していない。更に後には樹脂シート密封パッケージング技術の進歩により、生うどんを茹でて酢やエチルアルコールを保存料としてまぶし真空包装にした製品が出現しており、冷凍うどんも出現し後者は家庭用のみならず食堂類でも使用されている。

## 文化
日本におけるうどんの文化は、歴史的には蕎麦（蕎麦切り）より、うどんの方が古い。また、小麦の原産地は中央アジアから西アジアとされており、小麦は米作に向かない地域で耕作され発展している。「門前蕎麦」と同じく、参拝者などに対する「門前饂飩」として古い歴史を持った社寺にまつわる文化的なうどんが各地に存在している（加須うどん、吉田のうどん、伊勢うどんなど）。

### 日本東西のうどん・そば文化
「主に関西で好まれ、蕎麦が好まれる関東ではあまり好まれない」とされるが、「蕎麦＝東日本、うどん＝西日本」とするのは明確な論拠に基づいておらず正しくない。
江戸時代前期の江戸の市中においては、麺類としての蕎麦（蕎麦切り）が普及しておらず、蕎麦がきなどの形で食べられていた。蕎麦切りの元祖は信州そばであり、蕎麦切りの最古の記録は、天正2年（1574年）に木曽の定勝寺で落成祝いに蕎麦切りを振る舞ったというものである。これが信州から甲州街道や中山道を通して江戸に伝えられたものとされる。蕎麦切りが普及したのは、蕎麦と蕎麦屋が独自の文化を育む母体となっていったこと、脚気防止のために冷害にも強い蕎麦が好まれたからである。
蕎麦は江戸で広がっていった。一方で関東地方でも、武蔵野や群馬県を中心として、それぞれの名物である「武蔵野うどん」や「水沢うどん」をはじめとする専門店も多い。実際、2004年度（平成16年度）のうどん生産量は、1位は日本全国に向けて宣伝をしている讃岐うどんの香川県だが、2位は埼玉県であり、群馬県もベスト5に入っている。これらの地域では、二毛作による小麦栽培が盛んで、日常的な食事であり、かけうどんや付け麺（もりうどん）にして食べられることが多い。
天正12年（1584年）に、大坂で「砂場」という蕎麦屋が開業した記録があるなど、近畿地方でも早い時期から蕎麦が食べられており、蕎麦切りも普及していった。近畿地方では「そば屋」よりも「うどん屋」が多いが、京都では近隣の丹波地方で蕎麦作りが盛んだったため、蕎麦文化も根付いており、専門の「そば屋」も多いうえににしんそばは京都の名物ともなっている。「出石そば」をはじめとする近畿北部の蕎麦文化は、江戸時代に信州（現在の長野県）から導入されたものだという。
讃岐国（現在の香川県）を除く西日本の大部分の地域では、大阪や京都、福岡、鳴門など腰が弱めでつゆを吸いやすい、柔らかい麺が好まれている（柔肌の大阪うどんより）。また、関西では「かやくご飯」（二番出汁を有効活用した炊き込みご飯）と一緒に供することも多く、吸い物の感覚として好まれている。

### 日本三大うどん
「日本三大うどん」という呼称があるが、日本うどん学会によれば、これは特定の機関が認定したものではなく、それぞれの地域が独自に称しているにすぎないとされる。例えば、以下のものが候補として挙げられる。
- 讃岐うどん（香川県）
- 稲庭うどん（秋田県）
- 五島うどん（長崎県）
- 水沢うどん（群馬県）
- 氷見うどん（富山県）
- きしめん（愛知県）

## 麺
小麦粉に2%から6%程度の塩を加えた生地から作られるのが一般的である。その理由は、小麦粉のグルテンを引き締め、生地の弾力性を増加させるためである。生地に加えた塩分の90%前後は、茹でる間に麺から失われる。ごく少数ながら、塩を全く使わないで作られるものもある。
小麦粉以外の炭水化物で作られるうどんもある。北海道倶知安町・留寿都村では、第二次世界大戦中の食料不足時にジャガイモを原料にしたでんぷんうどんを再現して提供している（後述）。米粉が原料のうどん状麺類については「ライスヌードル」を参照。

### うどん用小麦
日本の伝統的料理であるが、現代において、使用される小麦の半分以上はオーストラリア産スタンダードホワイト（ASW）である。ASWが年間76万トン程度が輸入されているのに対して、日本での小麦生産総量は約80万トンで、中華麺や菓子向けなどを除いたうどん用品種は8割強である。低アミロース、もちもちした食感といった特性を備えたうどん向け小麦も日本国内で相次ぎ開発・栽培されている。「きたほなみ」「あやひかり」「きぬあかり」が代表的品種である。

### 規格
日本における乾燥うどんは日本農林規格（JAS規格）において定義される「干しめん」に分類される。「干しめん」は小麦粉・デンプン・食用植物油（めん帯又はめん線に塗付する場合に限る。）・食塩・抹茶及び粉末野菜を原材料とし、添加物の規定を遵守したものとされている。
内閣府令の『食品表示基準』によれば「干しめん」のうち、小麦粉に食塩と水を混ぜてよく練った生地にでん粉、食用油または小麦粉を塗付し、よりをかけながら引き伸ばして乾燥・熟成させ、めんを引き伸ばす過程を手作業で行う製法のものは「手延べ干しめん」に分類されている。
『食品表示基準』においては、原則的に「干しめん」「手延べ干しめん」と表示を行うことになっているが、以下の条件を満たしたものについては「細うどん」「うどん」等の表示を行うことが可能である。長径1.3mm以上は「ひやむぎ」または「細うどん」、長径1.7mm以上はうどん（饂飩）と表示しても構わないとされている。幅が4 .5mm以上で、厚さが2mm以下の場合は「ひらめん」「きしめん」「ひもかわ」の表示が可能である。手延べ干しめんの場合は、長径が1.7mm以上のものが「手延べうどん」の表示が可能である。幅が4.5mm以上で、厚さが2mm以下の場合は「手延べきしめん」「手延べひもかわ」の表示が可能である。
生麺・茹で麺など（半生・冷凍麺なども含む）については製麺法を問わず「生めん類の表示に関する公正競争規約」にて、「この規約で『うどん』とはひらめん、ひやむぎ、そうめんその他名称のいかんを問わず小麦粉に水を加え練り上げたあと製麺したもの、または製麺した後加工したものをいう」となっているため、この規約上「ひやむぎ」や「そうめん」も内包されており、狭義では「生麺・茹で麺タイプはうどんのみ存在する」とも解釈できる。しかし、別項にて「一般消費者に誤認されない名称に替えることができる」となっているため、それにより「ひやむぎ」や「そうめん」の名を使用することも認められている。
かつては製法の違い（麺棒や機械で生地を伸ばしてから切るか、細く丸めた生地を引いて伸ばすかなど）、社会通念上も、細い麺の「細うどん」と「ひやむぎ」は明確に区別されていたが、現在では「うどん（細うどん）」と「ひやむぎ」の名前の区別は基準・規約に沿ったうえで取り扱う業者に委ねられているため、乾麺・生麺などにおいて曖昧となっている部分がある。

### 製法の一例
- 1人分の材料は、小麦粉260g（できあがり750g）、水、食塩適宜。
- 塩と水を混ぜる。
- うどん粉を容器に入れ食塩水を少しずつ流し込んで混ぜ、固まるほどになったらしばらく寝かせ、板の上に載せ棒で伸ばして細く切る[16]。

### 製法による分類

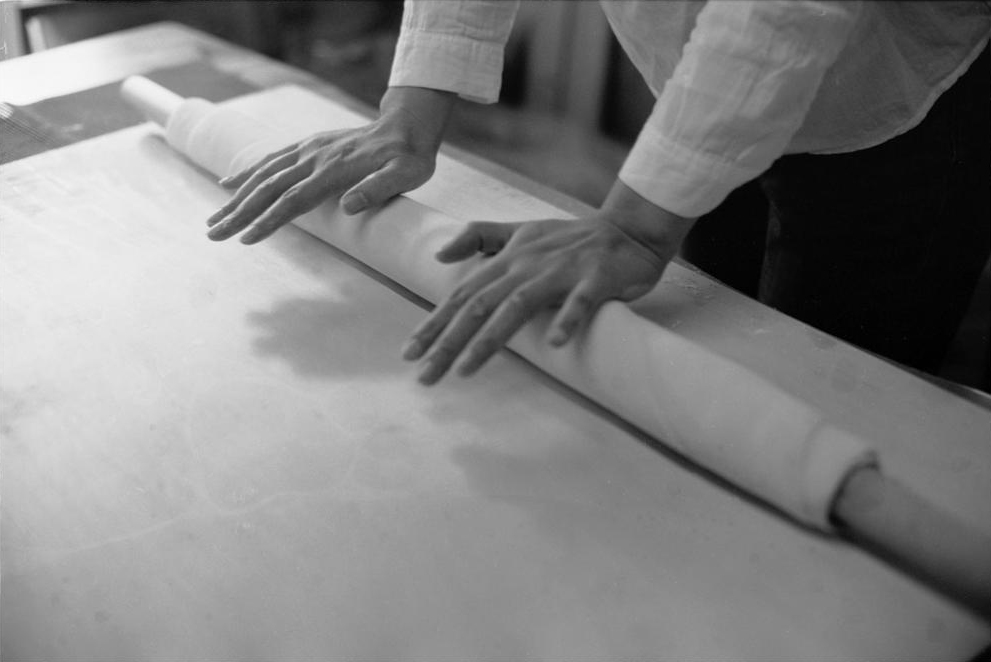
うどんの製麺風景

一般的な製法には、手打ちと手延べがある。製麺機による製造もこの2つの製法の中のいずれか、もしくは全工程を機械で行っているものである。押出製麺法は、マイナーに留まる。
手打ちうどん
小麦粉（一般的には中力粉）を水と食塩で練り上げた生地を練り、こねたあと一定期間寝かせたのち、よく踏み、麺棒で平たく伸ばし最後に、包丁で切ったもの。よく踏むことでグルテンが成長し、コシが出るのが特徴。包丁で切るため断面は四角になる。産地により食塩を入れないものも存在する。一部もしくはすべての工程を機械で行うことが可能で、機械で行ったものは「手打ち風うどん」と呼ばれる。
手延べうどん
小麦粉（薄力粉が多い）を水と食塩で練り上げた生地を練りあげたあと一定期間寝かせ、寝かした生地を2本の棒の両端にかけ何度も伸ばしたもの。伸ばす際に油を塗るものもある。細くてのど越しがいい麺が特徴。伸ばしの際、折れたり切れたりしないよう、コシがないのが一般的。伸ばして作るため断面は丸となる。練りには機械を用いるものも存在するが、伸ばす作業は人手によるものがほとんどである。この製法で作られるうどんは稲庭うどん（秋田県）や五島うどん（長崎県）、備中うどん（岡山県）が代表的な例である。

### 麺の状態による名称
うどん玉（ゆでうどん）
生うどんを製麺後、熱湯で茹でることにより麺の熟成を止め、1食分ずつに分けたもの。丸くまとめるため「玉」と言われている。袋詰めにしたものは「ゆでうどん」としてスーパーやコンビニなどでも売られる。
カップ入りや袋入りのインスタント製品には、茹でたあとに、酢やエチルアルコールを保存料としてまぶし、真空包装にした製品もある。
うどん本来のコシは失われやすいが、比較的安価である。
生うどん
製麺後そのまま、もしくは表面に粉をまぶして包装されたもの。食味に優れるが、麺の熟成度が時間とともに変化するため長期保存には向かない。少しでも熟成や酸化を抑えるべく、脱酸素剤と一緒に包装している場合もある。
半生うどん
後述の「干しうどん」程乾燥させず、容易に曲げられる程度に乾燥化を留めて、干しうどんより長い麺を二つ折り状態などで梱包した、半乾燥うどん。食べる直前に熱湯で茹で、湯切りのあとに流水で締めて供するのが正統。小麦の専用品種の作付けが増加している。脱酸素剤と一緒に包装している場合が多い。
干しうどん
一般的に「乾麺」と呼ばれる状態。細うどんに多い。製麺後に乾燥させて20cm内外の棒状に揃え、保存しやすくしたもの。
冷凍うどん
熱湯で茹でた直後、急速冷凍したもの。一般的に麺類を凍らせると、凍結時に水分が膨張して分子構造が分断された状態となり食味に劣る。そこで茹で戻してからの弾力を得るため、冷凍うどんでは澱粉がツナギとして使われることがある。
油揚げ麺（フライ麺）などインスタント麺
カップ入りや袋入りのインスタント製品は、油で揚げたり、フリーズドライや茹でてから熱風乾燥させたりしたものが使われている。

### 「コシ」について
コシとは、柔らかくて張力のある状態をいう。すなわち、伸長度のこと。食感の硬いものを「コシ」があると誤認識している場合が見受けられるが間違いであり、歯で噛んだ際に弾力のあるものがコシである。讃岐うどんの場合、伸長度が1.7倍、たとえば5cmのうどんを引っ張り8.5cm以上切れずに伸びる状態を「コシ」があるとしている。
食品加工学研究者の三木英三（香川大学名誉教授）は、コシを「弾力性と粘りの両方がある状態」と定義。小麦粉に水と塩を加えてこねると、小麦粉に含まれる蛋白質のうち弾力性に富むグルテニンと、粘りが強いグリアジンが絡み合ってグルテンの網目構造となり、コシを生み出すと分析している。讃岐うどんや稲庭うどんでは強いコシが求められるが、関西や九州などコシが強くないものを好む地域・人も多い。

## 料理
多種多様な料理が作られている。料理方法や食べ方による名称分類と、上にのせる具（加薬、種物、薬味）による名称分類が存在する。
基本的には一度麺を熱湯で茹で（時間は、うどんの種類によって数分から1時間程度と差がある）、それから料理に使用する。これは麺の中のでんぷん質のアルファ化を促すのが目的で、茹でた直後の麺は（太さにもよるが）表面の水分量が80%程度にも達するのに対し内部の水分量が少なくなるため（水分勾配）、モチモチとした食感が生まれる。茹でた麺は多くの場合一度冷水にさらして締められるが、締めの工程を省略するもの（釜揚げうどん等）もある。

### 料理方法や食べ方による種類
薬味や具は地域や店によりさまざまなものが存在する。

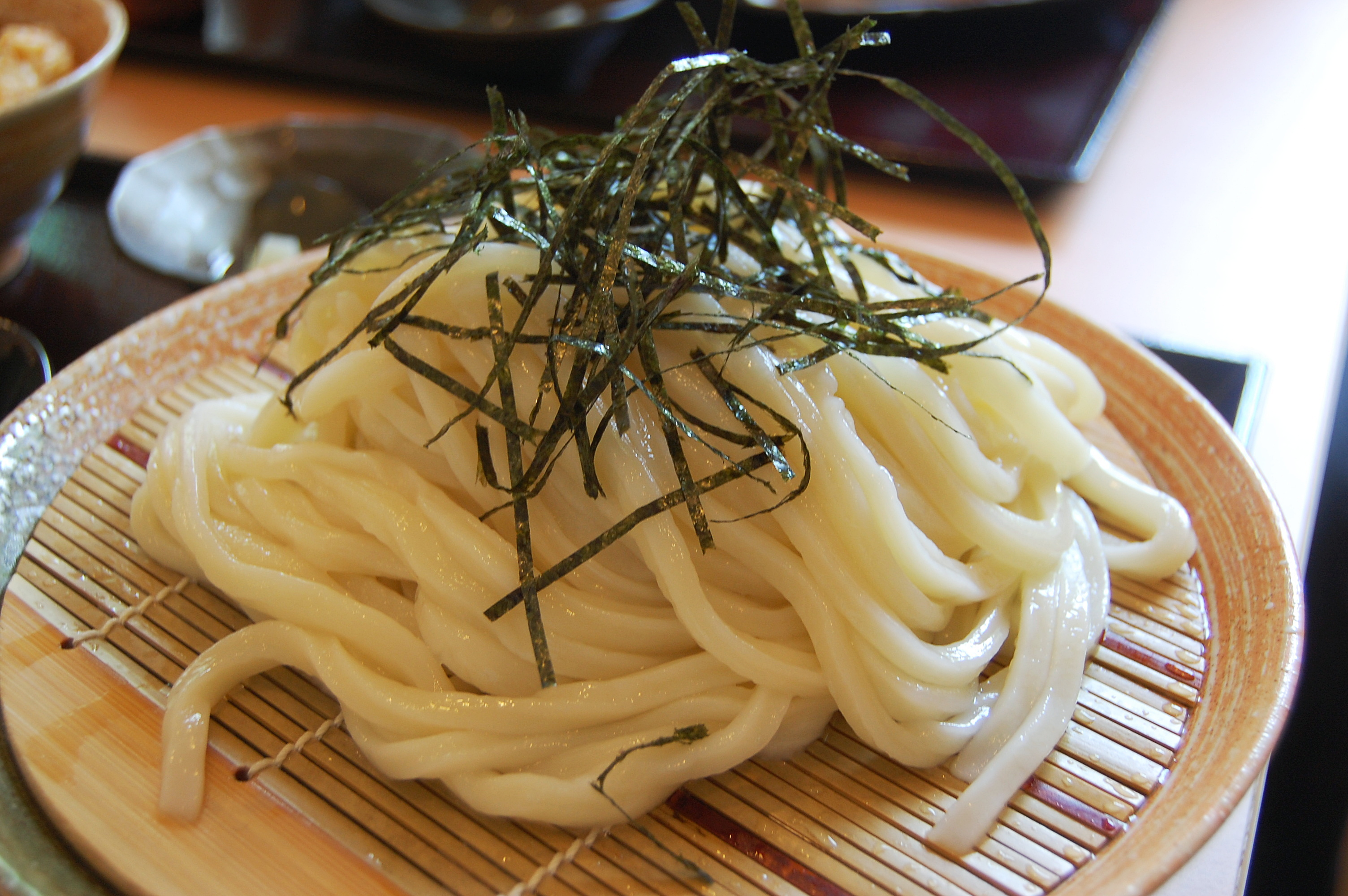
ざるうどん

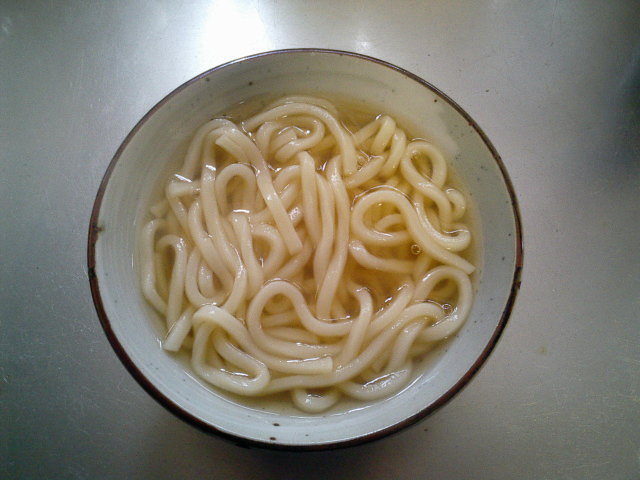
かけうどん

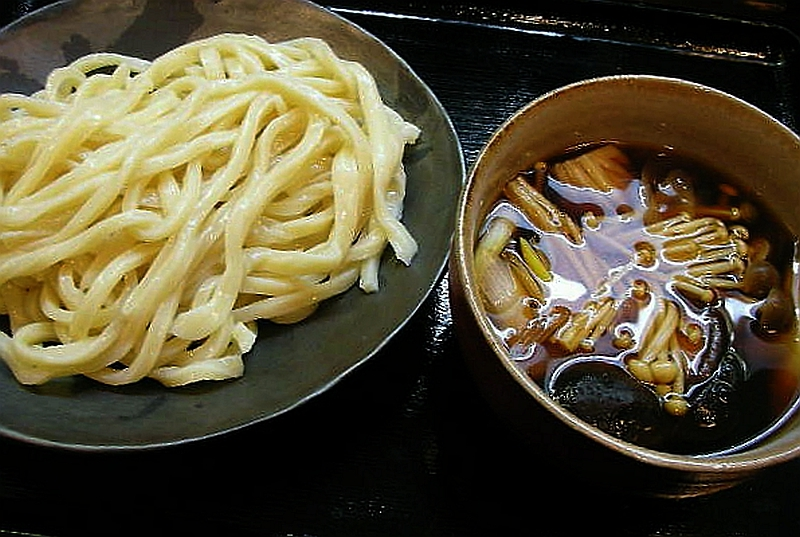
つけ汁うどん

#### かけうどん・素うどん
丼に入れた麺に熱いつゆをかけたもの。関東では薬味（主に刻み葱）以外は入れず、具・種物を入れた場合それらは「かけうどん」とは呼ばれない。西日本（香川県を除く）では「素（す）うどん」と呼ばれ、とろろ昆布や薄切りのかまぼこなど何かしらの具材が入ることが多い。
また、つゆの香りを味わいたいときは薄口醤油、つゆのコクを味わいたいときは濃口醤油を用いる。
通常の薄口醬油による味付汁には青ネギ、かけそばにも用いられる濃口醤油による味付汁には白ネギが用いられることが多い。

#### ざるうどん
茹でた麺を冷水で締めて、笊（ざる）などの器に盛ったもの。つゆにつけて食べる。「もりうどん」とも呼ばれるが、ざるそばと同様に刻み海苔の有無で区別される場合もある。薬味は東日本で多いわさびと西日本で多いしょうがに大別される。

#### ぶっかけうどん
茹でた麺を湯切りして器に盛り、生醤油や少量のつゆをかけて食べる。具は様々であり、具材名を冠して「肉ぶっかけ」などと呼ばれることがある。
讃岐では賄いとしてゆでた麵につけ汁をぶっかけて食べたことを発祥とする説があり、醬油の製造も盛んだったこともあり「醤油」をかけて食べる「しょうゆうどん」とは明確に区別されている。
近年この亜流で、和風のパスタソースに似た（ノン）レトルトパッキンの粘性の高い液や具をかけ、混ぜるタイプの「具入りのめんつゆ」類が出現して、各社が競争している。後述の「サラダ」もこれに近い。パスタソースと同様に、乾燥具入り粉状調味料の場合もある。

#### 釜揚げうどん
茹で上げた麺を水で締めない状態で、つゆにつけたり、生醤油を直接かけたりして食べる。麺に生卵を和えたものは「釜玉うどん」と呼ばれる。また、一度水で締めた麺を湯に浸かった状態で供するものは「湯だめうどん」という。

#### つけ汁うどん
茹でた麺を器に盛り、豚肉やきのこなどを煮込んだ汁につけて食べる。「つけうどん」「汁つけうどん」とも呼ばれる。

#### 煮込みうどん
つゆの中で麺を煮込んだもの。

#### 焼きうどん
麺を炒めて調理したもの。

### 上にのせる具（加薬、種物、薬味）による種類
後述の物らの他、とろろ昆布（おぼろ昆布）・ワカメ・半割れ竹輪天ぷら・蒲鉾（鳴門巻き）・山菜・削り節（特にきしめん用）・刻み海苔（前述のざるうどん用）なども、良く採用される。

#### きつねうどん

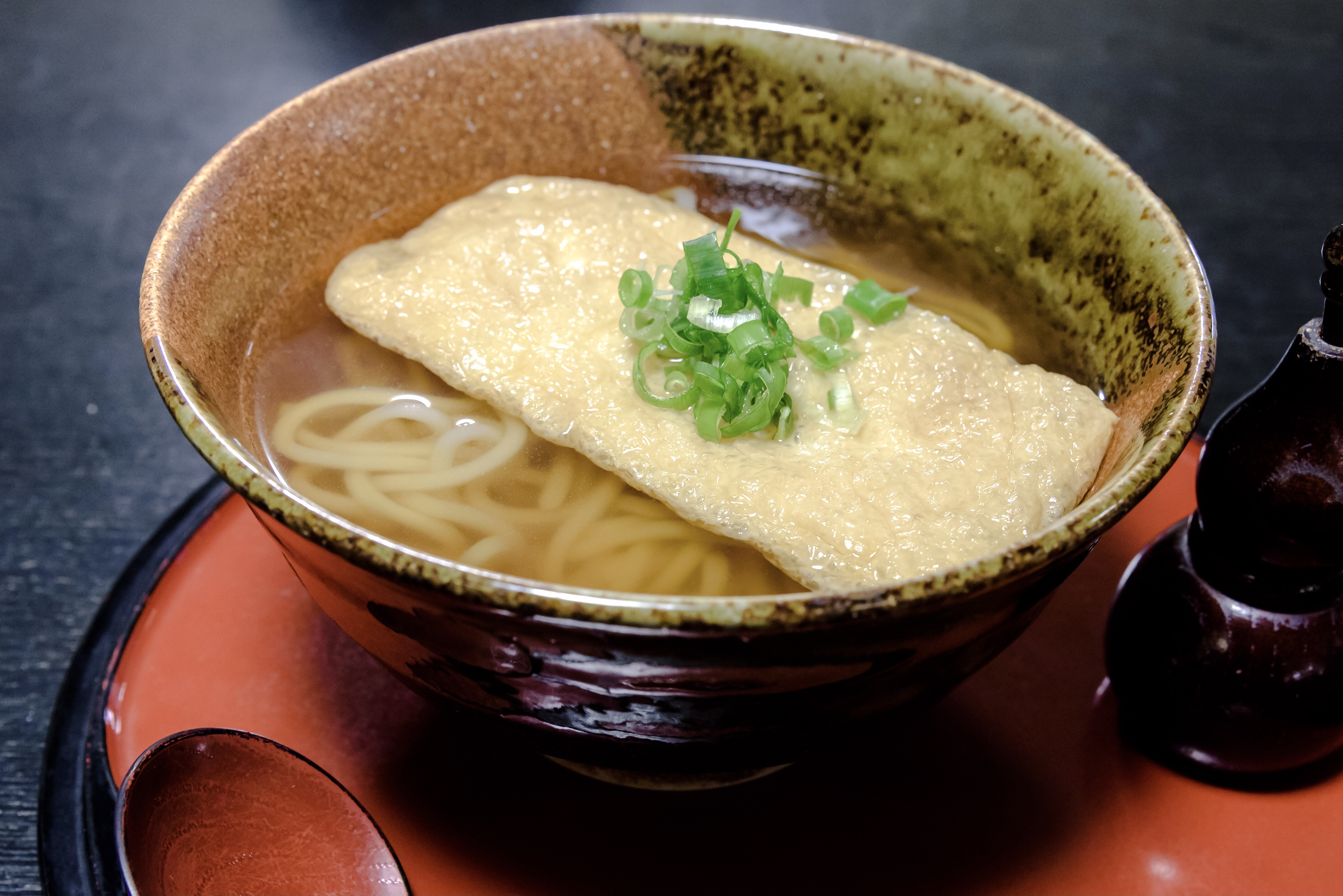
きつねうどん

甘く煮た油揚げを載せたもの。地域により「けつね」「しのだ」とも呼ばれる。近畿地方では「きつね＝油揚げの乗った」もののことであるため、「きつねうどん」という表現はあまり用いられない。

#### きざみうどん
細く刻んで油抜きした薄揚げを載せたもの。通常、薄揚げに味付けはされていないが、乾燥きざみ薄揚げには味付きのものがよくみられる。

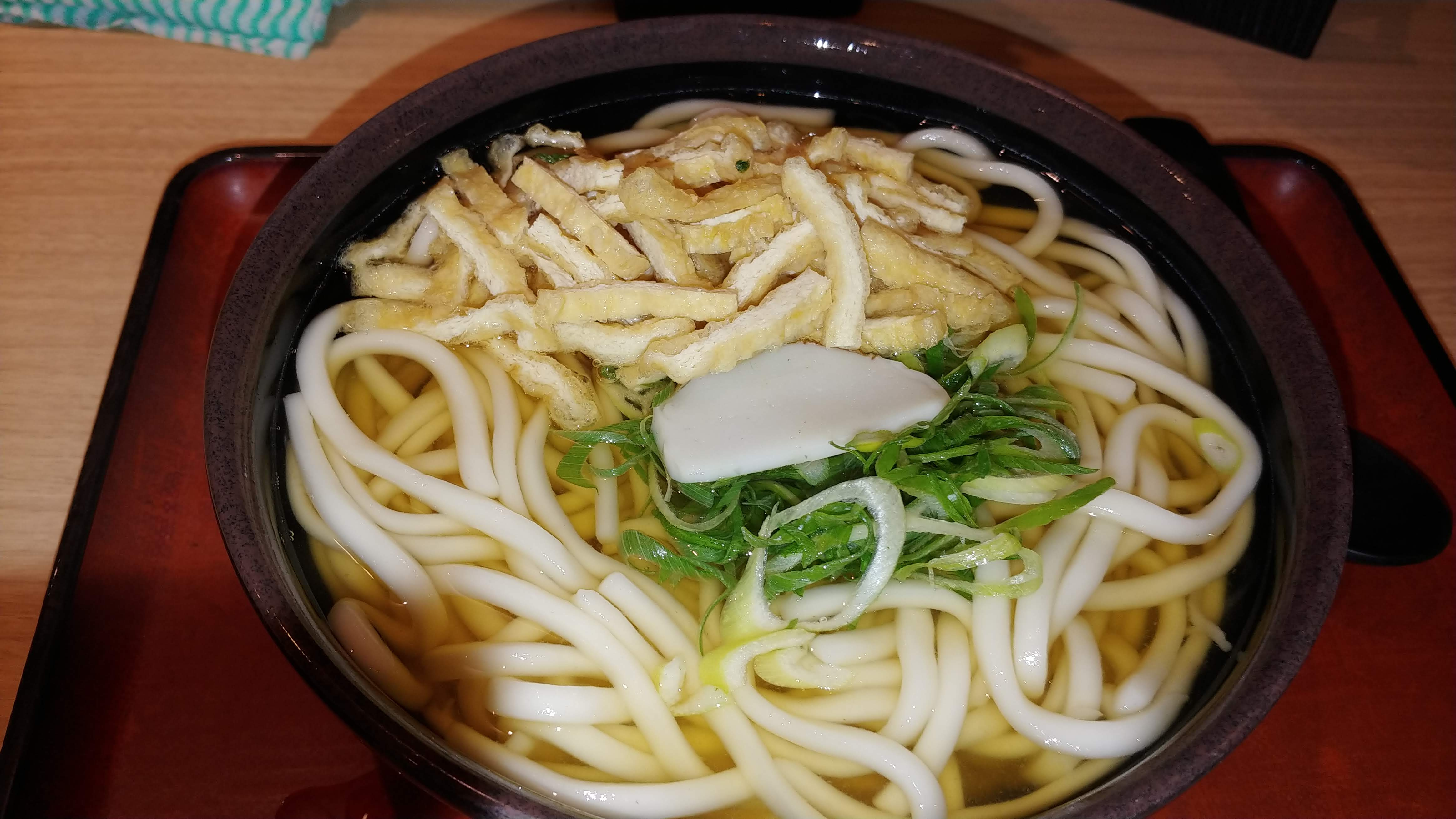
きざみうどん

#### 月見うどん
かけうどんに生卵を落としたもの。卵の卵白（白身）を雲、卵黄（黄身）を月に見立てたことから月見と呼ぶ。夜空に見立てた海苔を敷く場合もある。

#### 山かけうどん
山芋などのすりおろしをのせたもの。ぶっかけ、冷やしなどの種類もある。生卵や刻み海苔をのせることも多い。地域によっては「とろろうどん」とも呼ばれる。

#### とじうどん
「卵（玉子）とじうどん」ともいう。丼の表面を半熟の卵で綴じたもの。鶏肉も使用し親子丼の頭と同じものを載せたものは「親子うどん」とも呼ぶ。

#### 天ぷらうどん

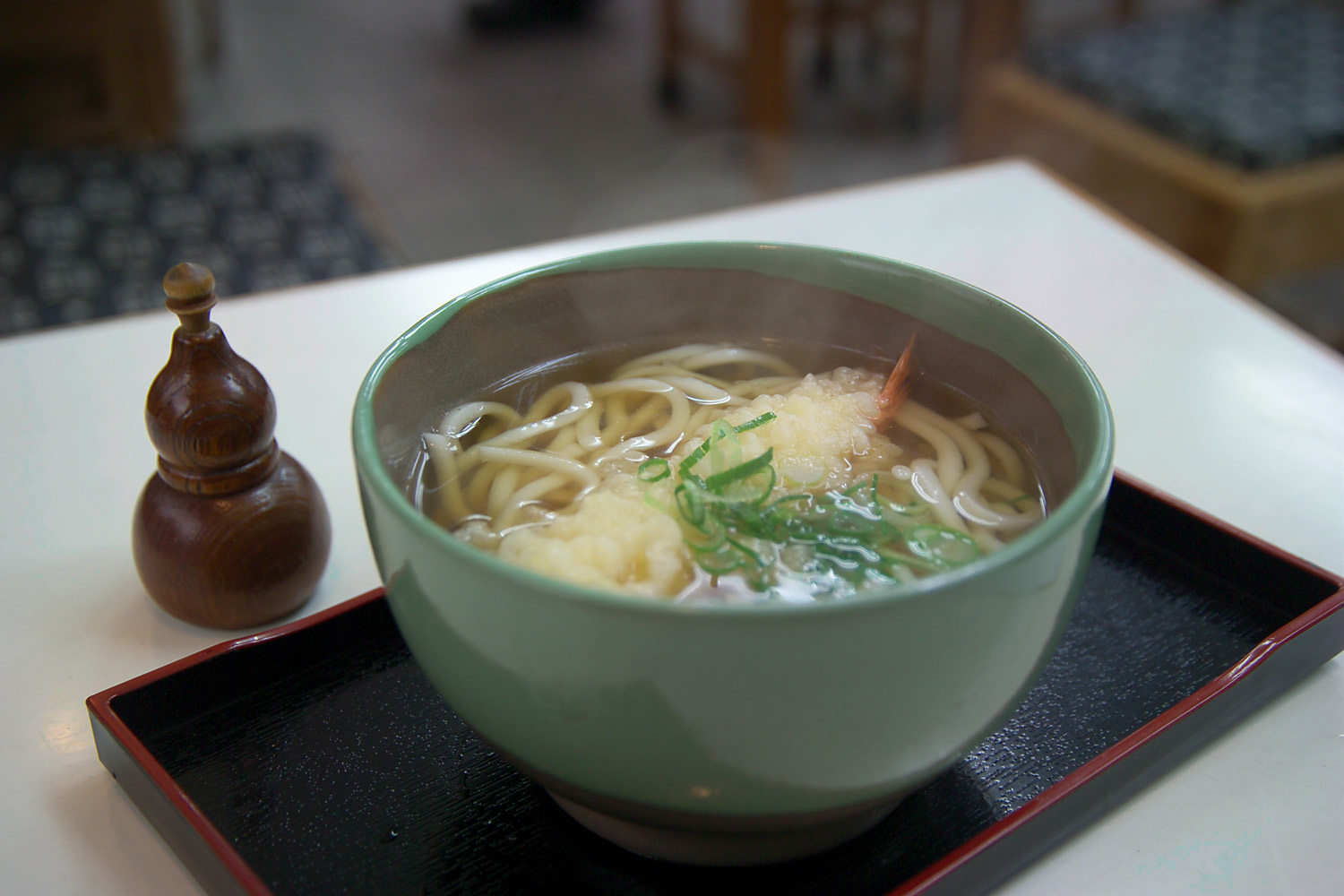
天ぷらうどん

天ぷら（エビやイカなど）、あるいはかき揚げを乗せたもの。特に断りのない限り、一般の蕎麦屋ではエビの天ぷら、立ち食い店ではかき揚げが用いられる。かき揚げを使用したものは「かき揚げうどん」と呼ぶこともある。関西地方の立ち食い店では、具材のほとんど入らない「天ぷら」と、野菜中心の「かき揚げ」の二種が用意されていることも多い。また、薩摩揚げを乗せたものを天ぷらうどんと称する地域もある。

#### たぬきうどん
地域により大幅に具材が異なる。関東近郊では天かす（揚げ玉）を散らしたものを指し、京都においては、細切りの油揚げを載せてから、くずあんをかけておろし生姜を添えたものを指し、石川県金沢市では「いなりあんかけうどん」となる。大阪や北部九州では「はいからうどん」と呼ぶが、葱や天かすを無料トッピングとして提供している店舗も多いため、提供された素うどんの選択肢の一つとして認識されている。大阪や神戸などで「たぬき」と言えば、油揚げを載せたそばを指すのが一般的である。

#### 力うどん（ちからうどん）

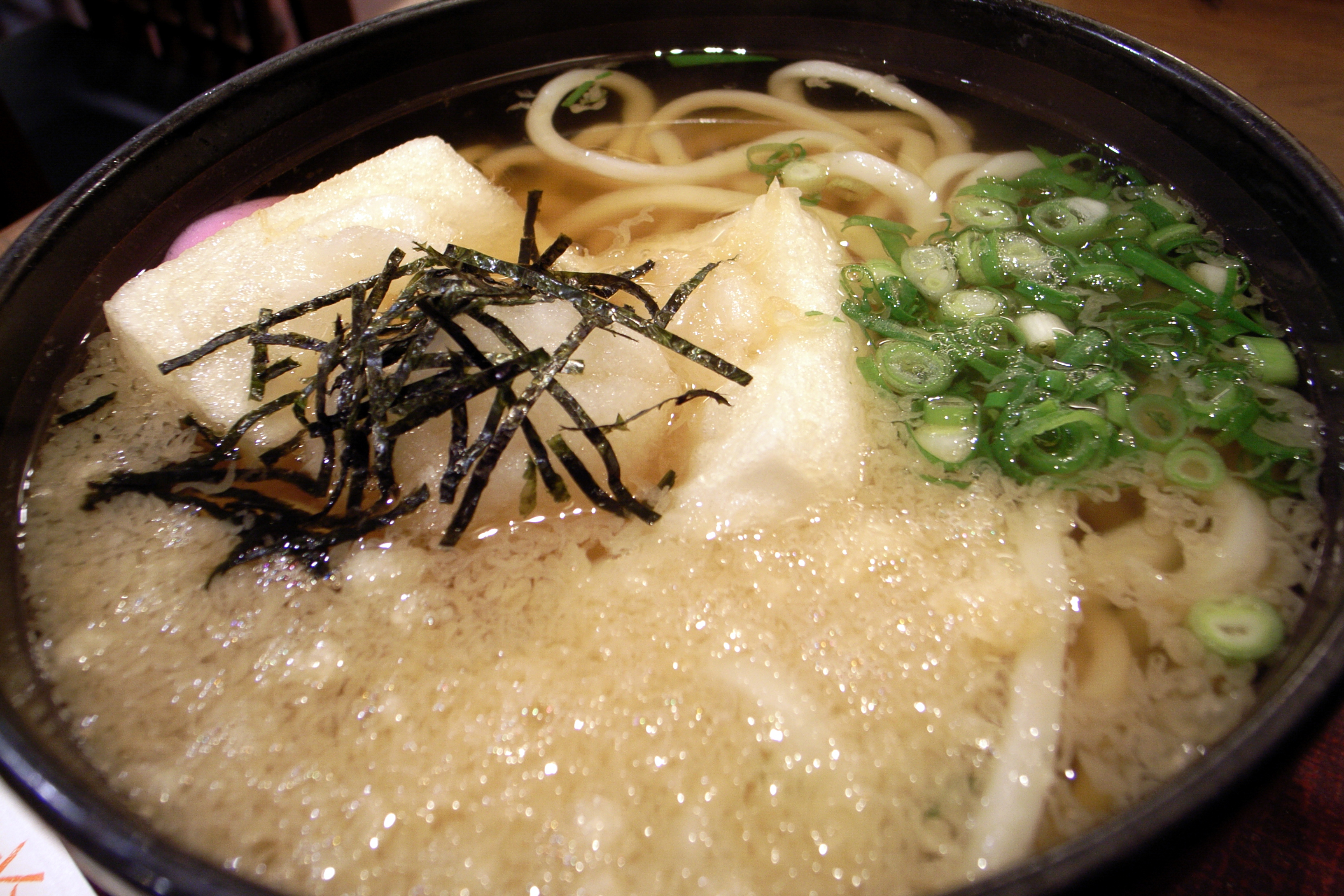
力うどん

餅が入ったもの。他の具と組み合わされる場合も多い。通常は焼き餅が乗せられることが多い。近畿地方での呼び方の「かちんうどん」「かっちんうどん」とは、「餅」を指す女房言葉「おかちん」から。

#### かやくうどん・五目うどん・おかめうどん
「たねもの」「かやく」と呼ばれる具を数種類入れたもの。具は、なると、ほうれん草、鶏肉などさまざまで、「五目うどん」とも呼ばれる。特に具の種類の多いもの（8種類以上）については、東京や西日本の一部地域で「おかめうどん」（おかめ八目に由来）と呼ばれることもある。おかめうどんはもともとは東京の太田庵が発祥で本来はそばのメニューであり、松茸や湯葉、かまぼこなどの具がおかめの顔に見立てて配置されている。現在ではかまぼこ以外の具は省略されるか別の食材に置き換えられることが多い。具のことを関西では「加薬（かやく）」と呼ぶことが多い。関東では具の入ったものを「種物（たねもの）」と呼ぶ。

#### 卓袱（しっぽく）うどん
上記の五目うどんに似るが、地域によって具・出汁など内容が異なる。香川・京都などに多く、山形にも「しっぽく」が訛ったと推定される「すっぽこうどん」がある。京都の卓袱うどんは、しいたけの煮付け、かまぼこ、湯葉、板麩、三葉などを乗せたもの。香川では、冬のメニューともなっている。もともとは江戸時代に卓袱料理の影響を受けて京阪地区で考案された。

#### あんかけうどん
つゆにくず粉や片栗粉などを入れ、とろみをつけた餡をかけたもの。京都では細切りの油揚げを載せて、くずあんをかけ、おろし生姜を添えたものを「たぬきうどん」と呼ぶが、そこから油揚げを除いたもののことを「あんかけうどん」と呼ぶ。また、餡に溶き卵を混ぜたものを「けいらんうどん」と呼ぶ。

#### おだまきうどん

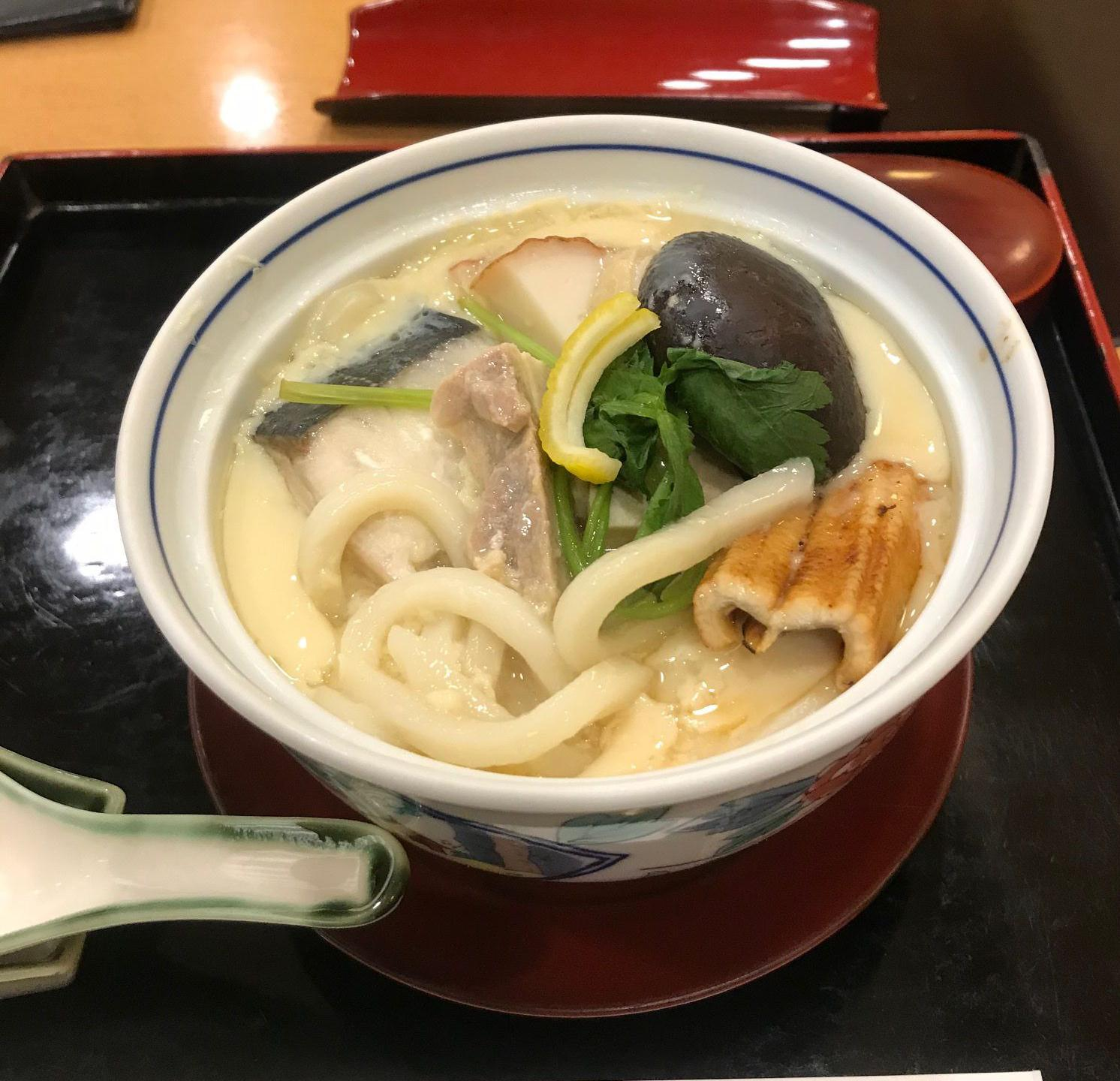
おだまきうどん

茶碗蒸しの材料に麺を入れたもの。うどん入り茶碗蒸しを「おだまき蒸し」と言うのに対し、こちらはあくまで麺が主体である。「おだまき」は「小田巻」と漢字で書かれることが多いが、玉が麻糸を空洞の玉のように巻いたさまに似ていることから「苧環」と名付けられたという説もある。高価な品だったが、大正期までは大阪で盛んに供された。しかし手間がかかることが嫌われ、現在では正規のメニューに載せている店は非常にまれである。

#### カレーうどん

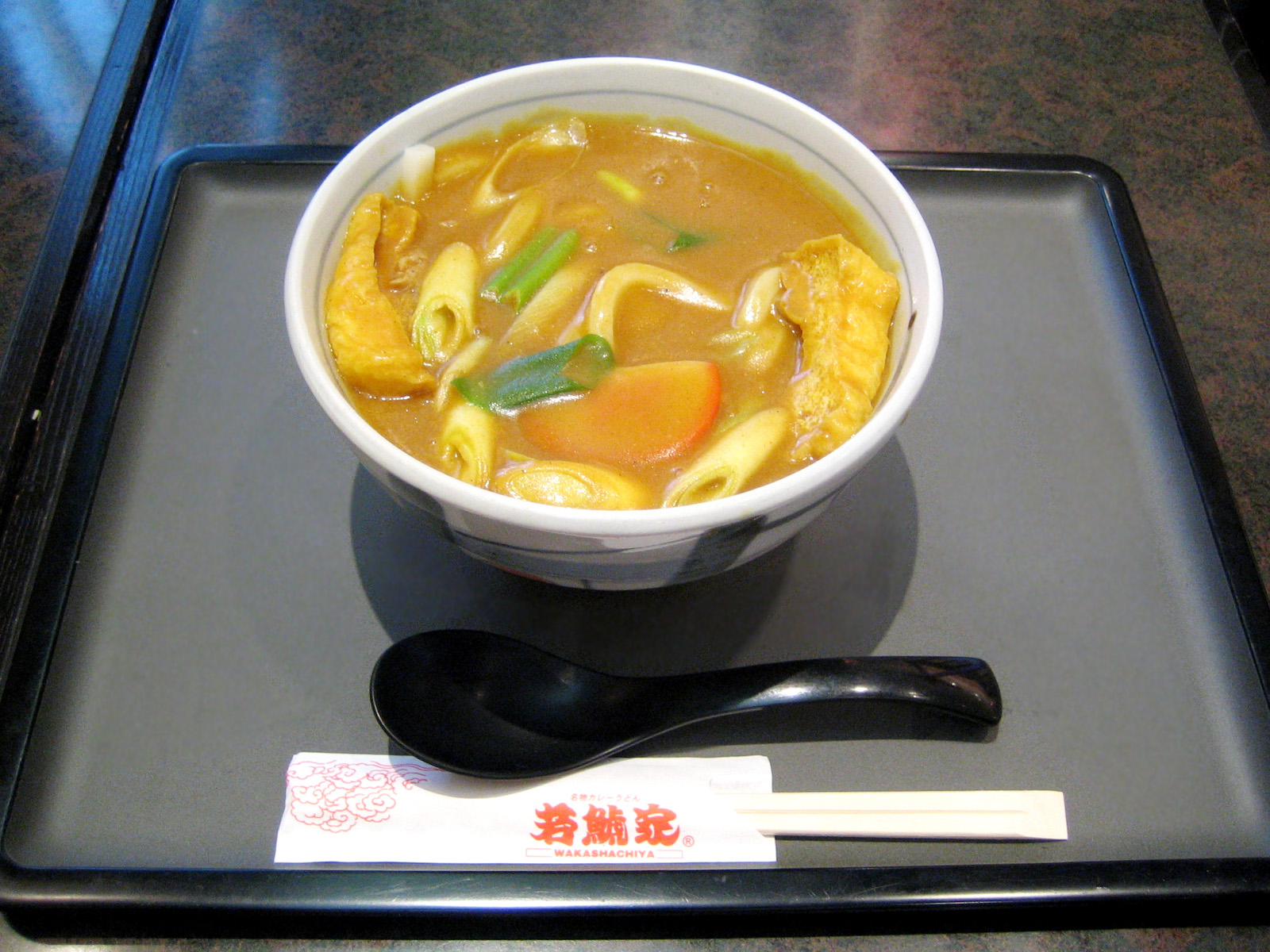
「若鯱家」で提供されている名古屋カレーうどん

カレーうどん・カレー南蛮うどん（地方によってはカレーなんば）と呼び、蕎麦の「カレー南蛮」と同様の料理である。だし汁にカレー粉を加えてカレー風味にしたものや、だし汁で延ばした和風カレーをつゆとして用いたもの、あるいは茹でた麺にカレーライス用のカレーを直接ないし温かい麺つゆとともにかけたものなど多彩である。
全国的に一般的なものは、鰹節など、うどん全般に使用される和風だしのつゆをベースに、カレー粉を溶き、片栗粉でとろみをつけたスープをうどんにかけたものが多い。
発祥は早稲田大学近傍の三朝庵と言われ、昭和10年（1935年）頃はカレーライスより盛んに食べられており、各社から「南蛮カレー粉」が発売されていた。地域により具材、調理法が異なりバリエーションが多い。南蛮は、かつお節などの出汁を使用し長ネギを入れたカレー風味のつゆを使用したものである。「冷やし」もあり、地方では名古屋カレーうどん、豊橋カレーうどんなど、町おこしのための独自料理となっているものも多い。

#### 鴨南蛮・鶏南蛮・かしわうどん
「南蛮」の麺をうどんとしたもの。地域によっては「鴨南蛮」「かもなんば」という名前で鶏肉が用いられる例もしばしば見られる。白ネギの流通が少なかった西日本では、青ネギの斜め切りが用いられることも多い。

#### 肉うどん

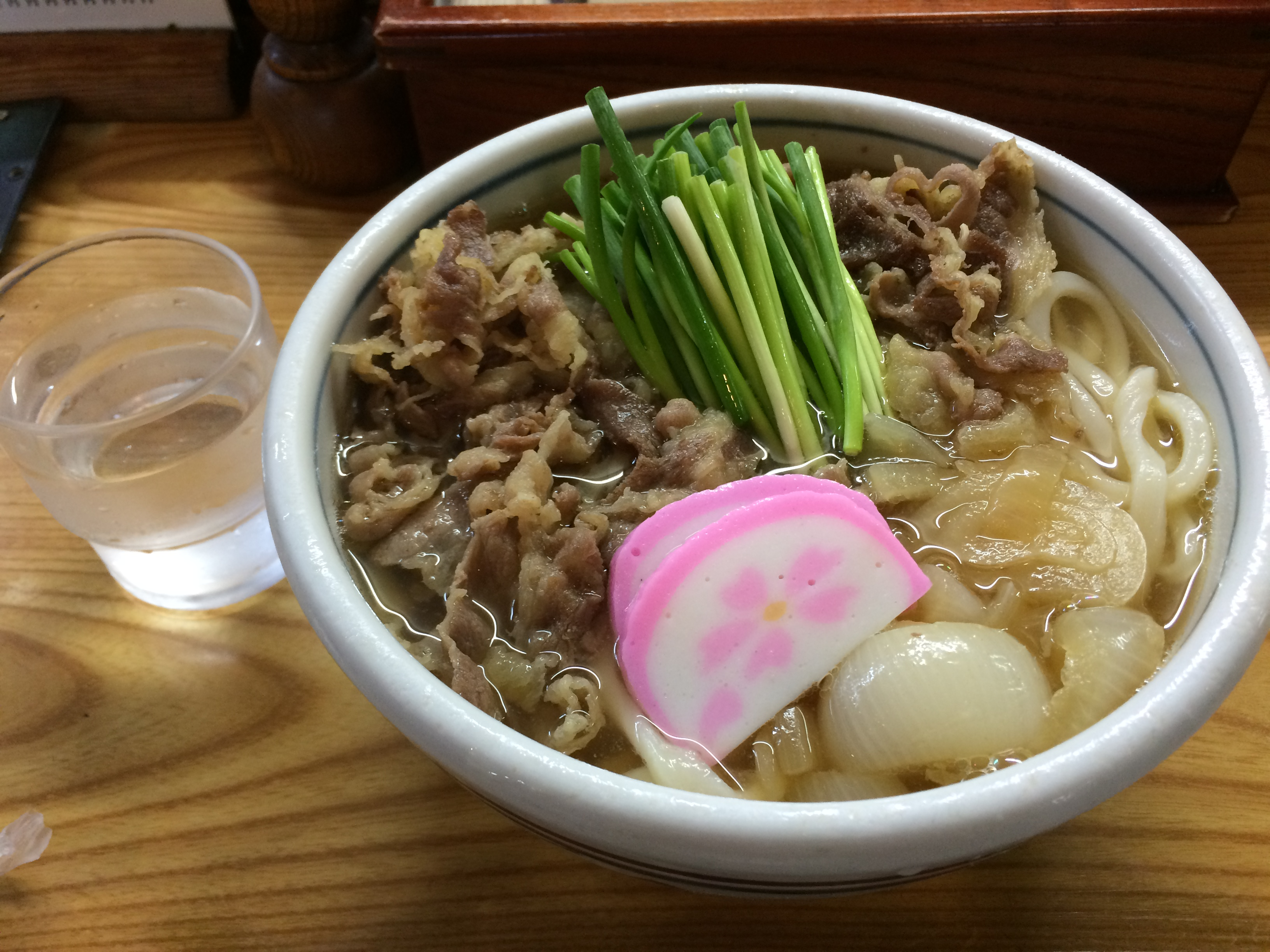
肉うどん

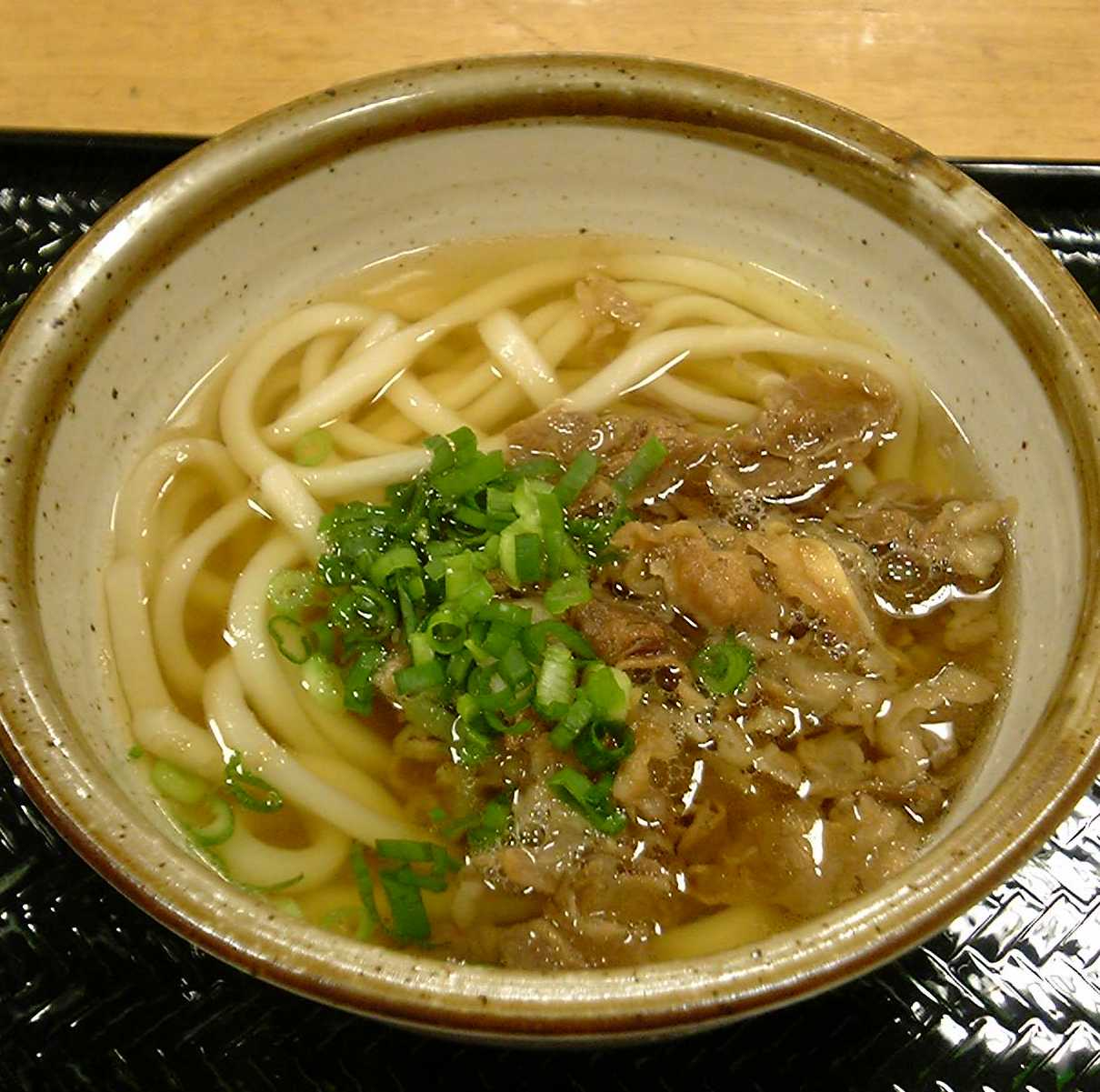
肉うどん

牛肉、豚肉を甘辛く煮たものを具にしたもの。一例として、郷土料理の吉田のうどんでは主に馬肉を用いる。
一般的には薄切り肉（細切れ肉）を用いるが、北九州市（おもに小倉北区・小倉南区）では、「どきどきうどん」（どぎどぎうどん）と呼ばれる、牛ほほ肉・牛すじ肉の角切りを用いた肉うどんが存在する。
大阪では、肉うどんのうどんを抜いたことに由来する派生料理として肉吸いという料理が見られる。

### その他の食べ方

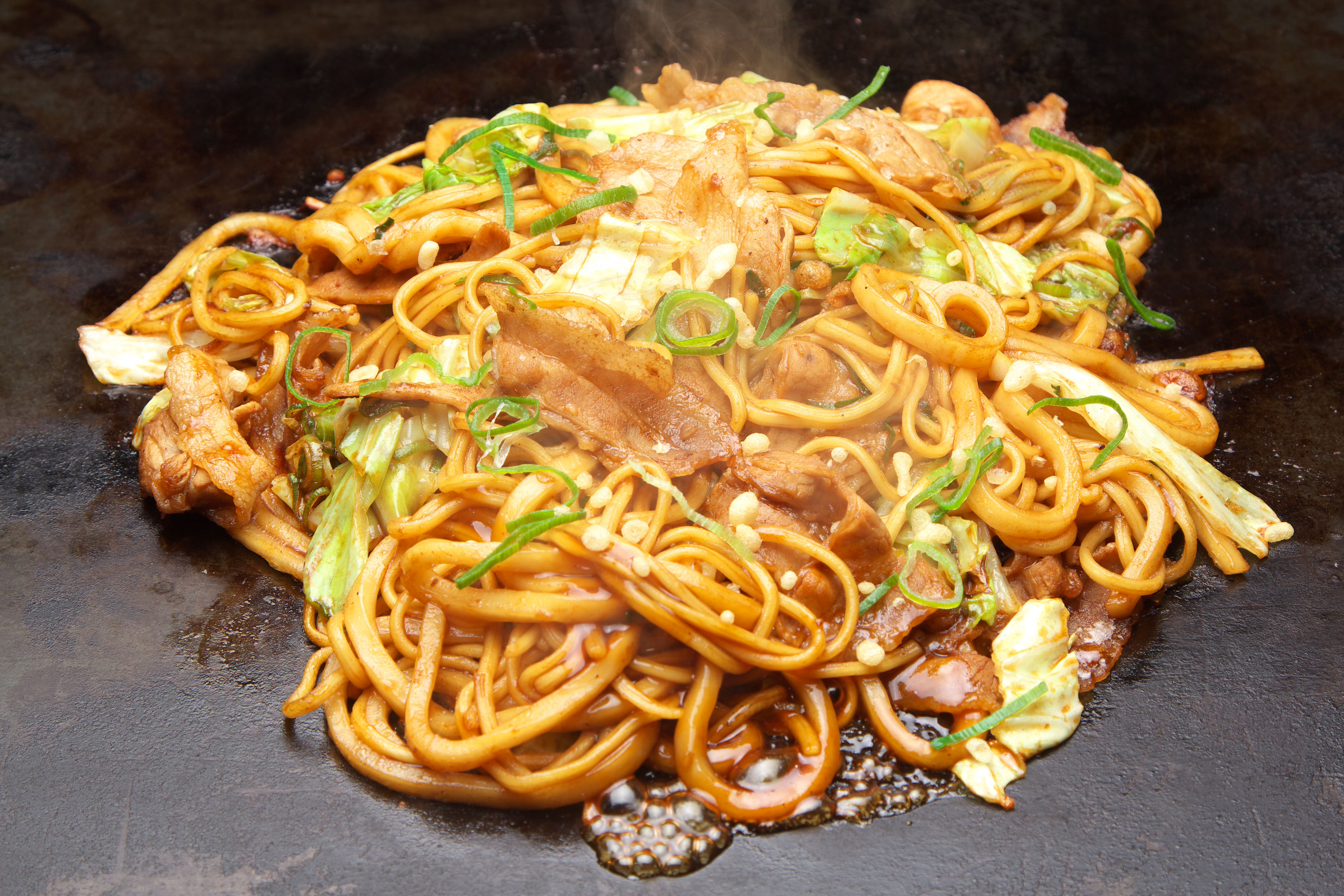
姫路ちゃんぽん焼き（うまいもん横丁）

鍋焼きうどん
土鍋を用いた煮込みうどん。通常は天ぷら、卵、かまぼこ、鶏肉、野菜など多種類の具材が用いられる。
味噌煮込みうどん
汁が味噌仕立てであり、土鍋などで煮込んだ料理。豆味噌を用いたものは愛知県の郷土料理とされている。そのほか、各地でもその地域特有の味噌を用いたものが提供され、それらは田舎煮込みうどん・田舎風味噌煮込みうどんなどと呼ばれることもある。
焼きうどん
焼きそば風の料理。醤油や味噌、ウスターソースなどで味付けされる。地域によっては麺に乾麺を用いるところもある。
ちゃんぽん焼
姫路市発祥のご当地グルメで「焼きうどん」と「焼きそば」がミックスされたもの。太さの違う麺が合わさった食感は新感覚としてテレビ番組で幾度か取り上げられた。
うどんすき
寄せ鍋風の料理であるが、メインが麺である。近畿地方でよく食べられる。
揚げうどん
揚げ蕎麦のように揚げたもので、ビールのつまみやスナック菓子として食べることが多い。
サラダ
野菜と合わせてドレッシングを掛けることでサラダにされることもある。
皿うどんは、名称に「うどん」とあるが、うどんを使用しない麺料理である。

## 日本国内における地方のうどん
小麦の生産される土壌、気候、醤油などの醸造業や漁業などの地場産業、流通を担う商人などの存在により、その地域独特の郷土料理となっているもの、また村おこしの一環として地域の名物となったものなど、さまざまな種類がある。

### 北海道・東北地方のうどん

#### 豪雪うどん
ジャガイモの一大生産地である北海道羊蹄山麓で、昔から農家の家庭食として「でんぷんうどん」なるものが食べられてきた。ジャガイモのでん粉と小麦粉などの配合を調整し、時間がたってもおいしく食べられるように改良されたもの。羊蹄山麓が豪雪地帯であること、麺の見た目が雪を連想させる半透明であることが名前の由来である。近年は独自のテレビCMも制作され、道内外での知名度も高まってきている。

#### チホクうどん
北海道足寄町産のチホク小麦を使用したもの。ほかの一般的なうどんと比べると価格は高いが、他のうどんにはないツルツルとしたのどごしと食感である。名前の由来は池北線沿線地域の俗称から。

#### 稲庭（いなにわ）うどん

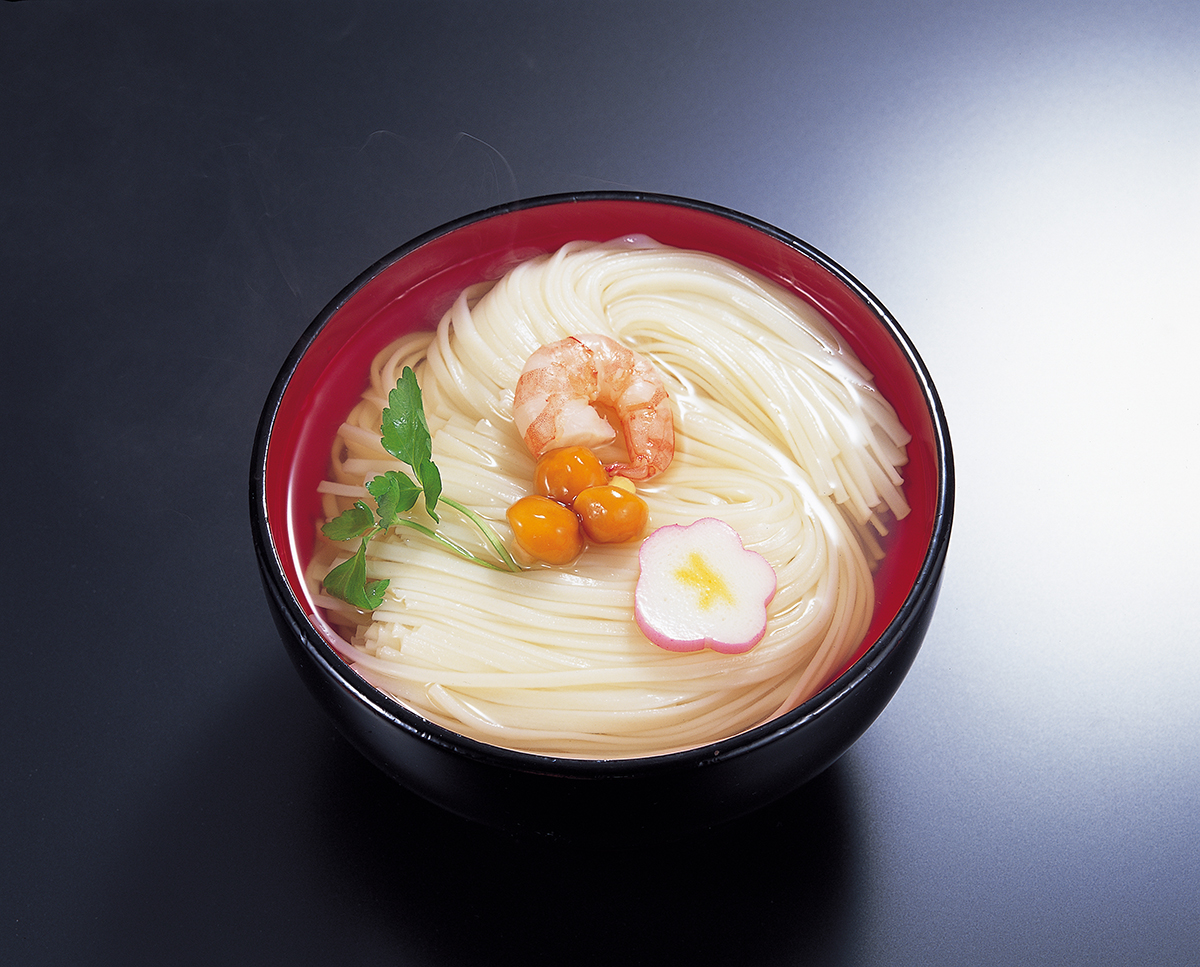
稲庭うどん

秋田県南部の手延べ製法の乾麺。日本三大うどんのひとつに数えられる。

#### 甘ったれうどん
宮城県蔵王町で作られている。小麦は北海道産が使われている。麺に細かく刻んだ葱を散らし、上に卵黄を乗せ、甘みのあるたれを使ってかき混ぜて食べる。

#### ひっぱりうどん
山形県の郷土料理。茹でた麺に納豆やサバ缶などを混ぜて作ったたれを使って食べる。「ひきずりうどん」とも呼ばれている。

### 関東地方のうどん

#### おっきりこみ
二毛作による粉食文化のある群馬県や埼玉県北部・秩父地方の麺の入った野菜煮込み料理。

#### 上州うどん

##### 桐生うどん
群馬県桐生市を中心とした地域で食べられているもので、麺はやや太め。群馬県東部の東毛地方は小麦の産地であり、桐生市周辺は製麺業が盛んである。下記の「ひもかわ」と呼ばれる幅広な麺も使用される。ざるうどんのほか、「きのこうどん」として食べられる。

##### ひもかわ

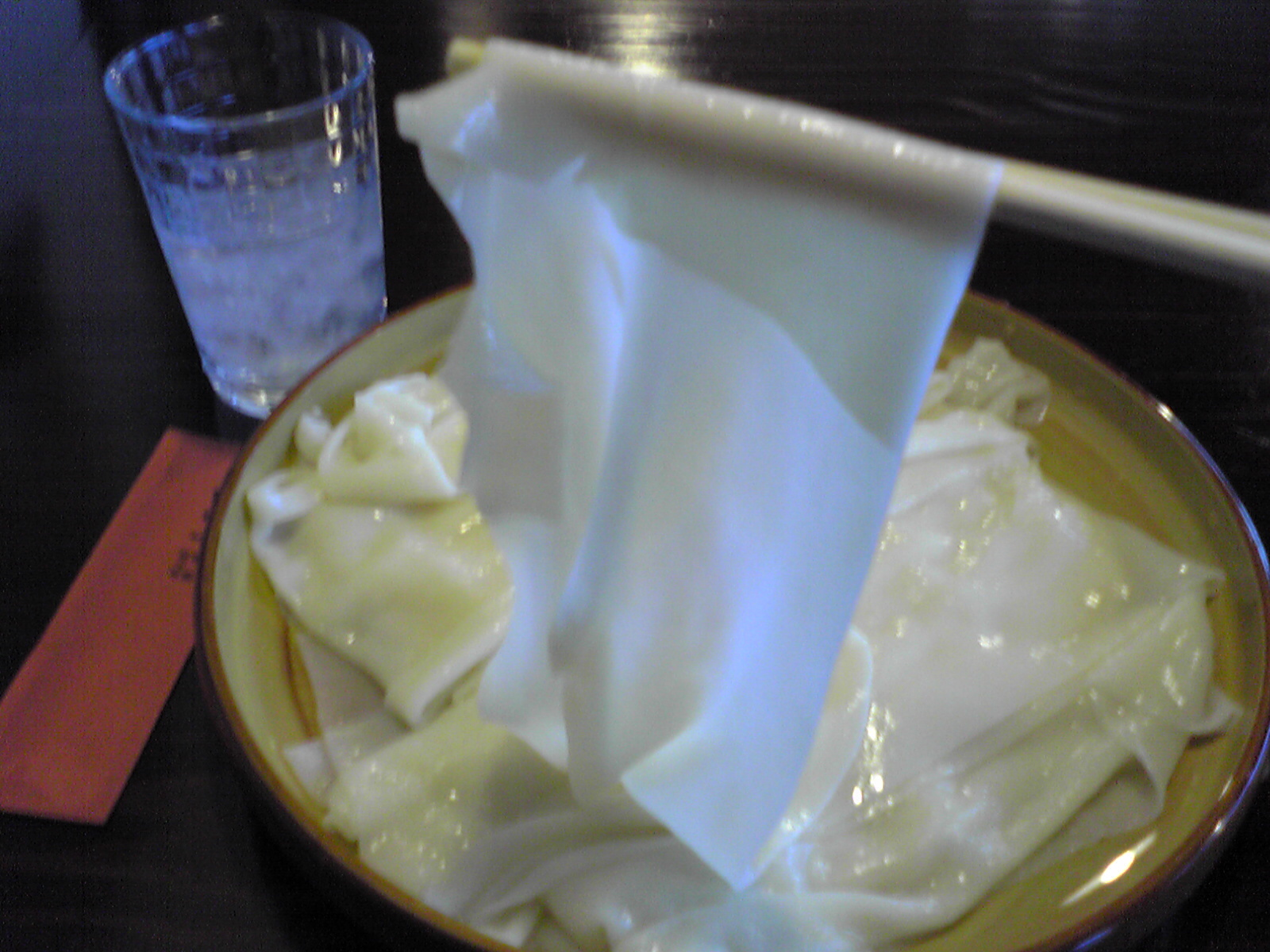
ひもかわうどん

群馬県桐生地域の代表的な郷土料理で、麺の形状が平たい。麺の幅は5ミリメートルから15センチメートルを超えるものまで、様々なものが存在する。

##### 館林のうどん
群馬県館林市は日清製粉グループ本社の前身の「館林製粉」発祥の地であり、東毛地方は小麦の産地であることから、歴史的にうどん食文化があった（江戸時代中頃より館林藩の名物として徳川将軍家に献上されたとの記録がある）。1994年（平成6年）より町おこしの観光資源として活用されている。乾麺が中心となっており、特徴としては変わりうどんが多数あること。

##### 水沢うどん

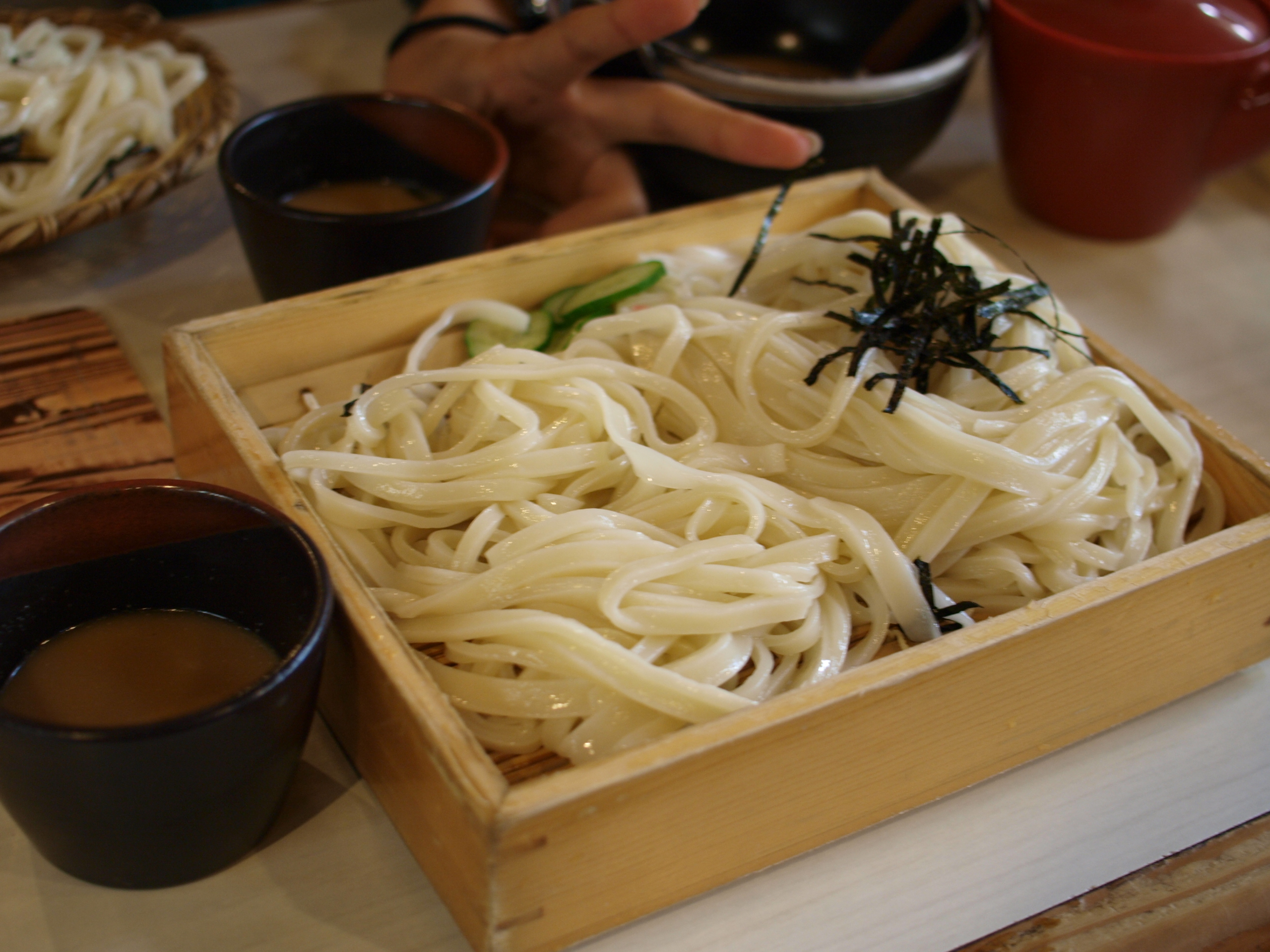
うどん

群馬県渋川市伊香保町水沢特産。生地をこねてから延ばすまでの間に熟成期間があり、コシがあるのが特徴。

#### 耳うどん

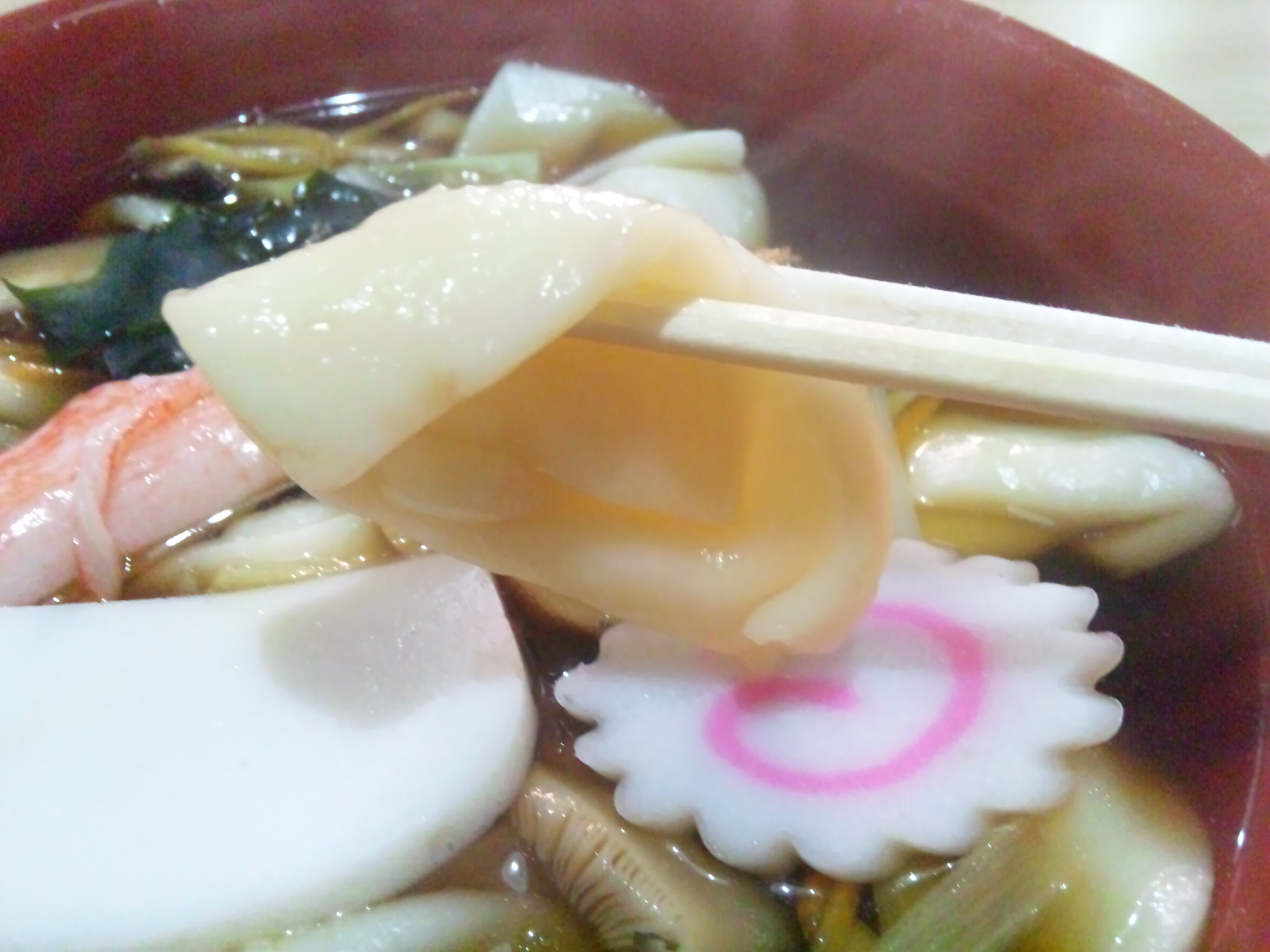
耳うどん

栃木県佐野市（旧・葛生町）仙波における郷土料理で、耳の形をしたすいとんのような塊状の麺を使用する。

#### 小山うどん
栃木県小山市は小麦「イワイノダイチ」の栽培が盛んで、それを用いたうどんの普及に力を入れており、「小山うどん」を地元に愛される名物料理として全国にアピールしようと「開運小山うどん会」が2011年に設立された。

#### 加須うどん
埼玉県加須市で食べられ郷土料理で、門前うどんでもある。

#### 冷汁うどん

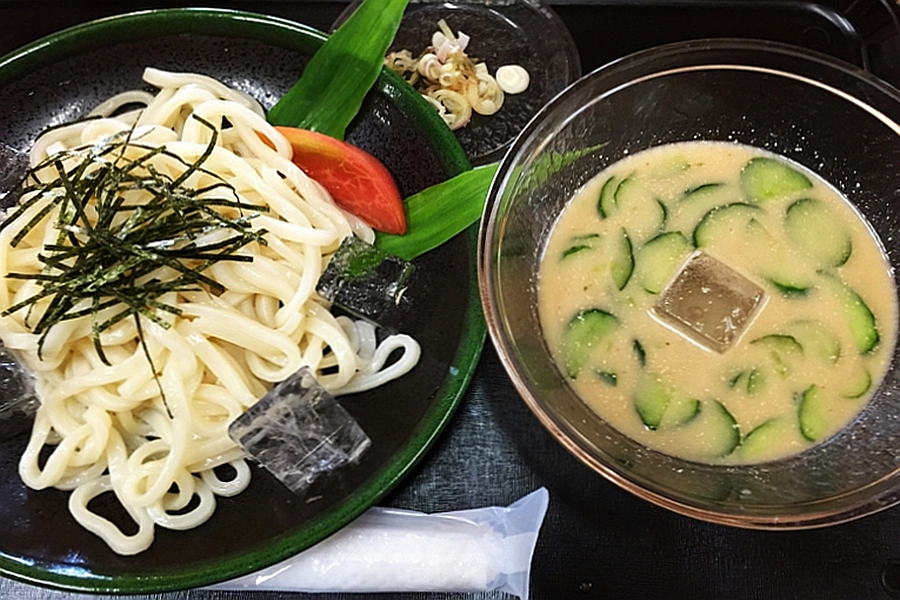
冷汁うどん

埼玉県秩父市など（県西部）、さいたま市、川越市、加須市周辺で、主に夏に食される家庭料理ともなっている。つけ汁はすり胡麻や味噌による味が主であり、他に野菜などを入れる。すりたての胡麻を元とする方言で「すったて」「つったて」とも呼ぶ。

#### 武蔵野うどん

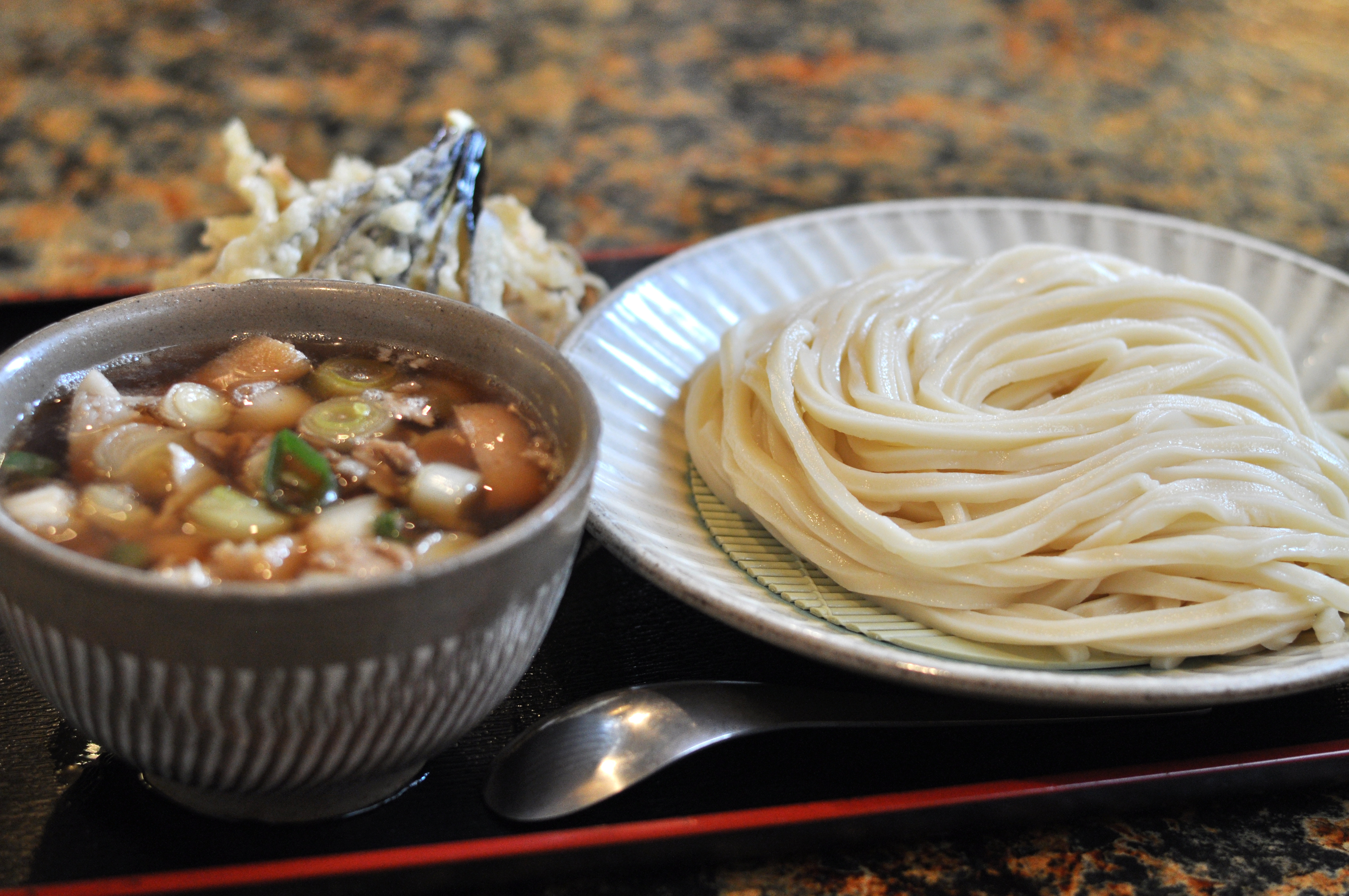
武蔵野うどん

武蔵野台地、令制国の一つである武蔵国を中心とした伝統的料理の一つ。地粉を使ったゴワゴワしてコシが強く黒っぽい麺が多い。かつて小麦の生産が多かったために広く作られ食べられており武蔵野うどんとは、この地域の旧家では冠婚葬祭には必ず出たという。2000年前後よりこの「武蔵野うどん」名称が使用されるようになり、FCなど近隣地域へ広がっている。

#### 煮ぼうとう

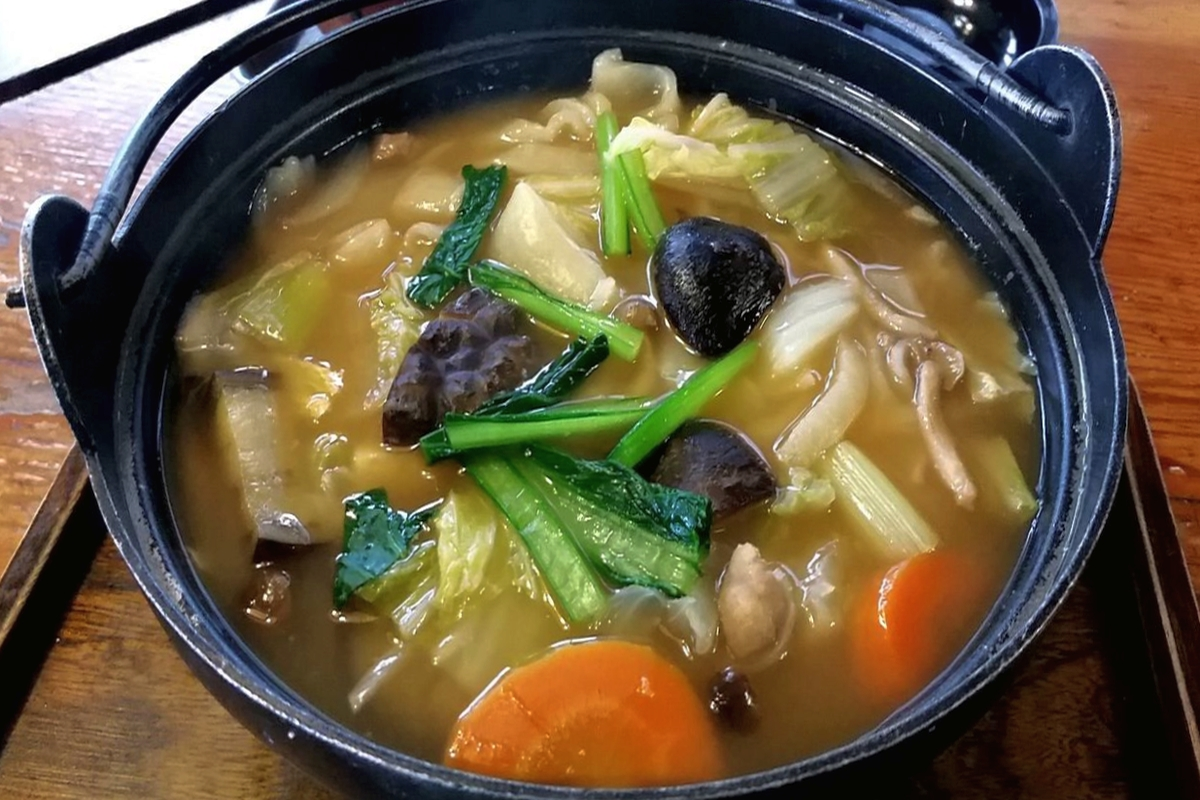
煮ぼうとう

「煮ぼうとう」は、埼玉県深谷を中心とした郷土料理。幅広の麺（およそ2.5センチメートル、厚さ1.5ミリメートル程度）と、深谷ねぎ、根菜類を使い、生麺の状態から煮込む。生麺から煮込むことで、適度な「とろみ」がある。山梨県のほうとうとの違いは、ほうとうが味噌味であることに対し、醤油で味をつけることが特徴である。また煮ぼうとうにはかぼちゃを入れないのが一般的である。2007年には山梨県のほうとうに対してどちらが「ほうとうの本家」であるかをかけ対決を挑んでいる。

#### 一本うどん

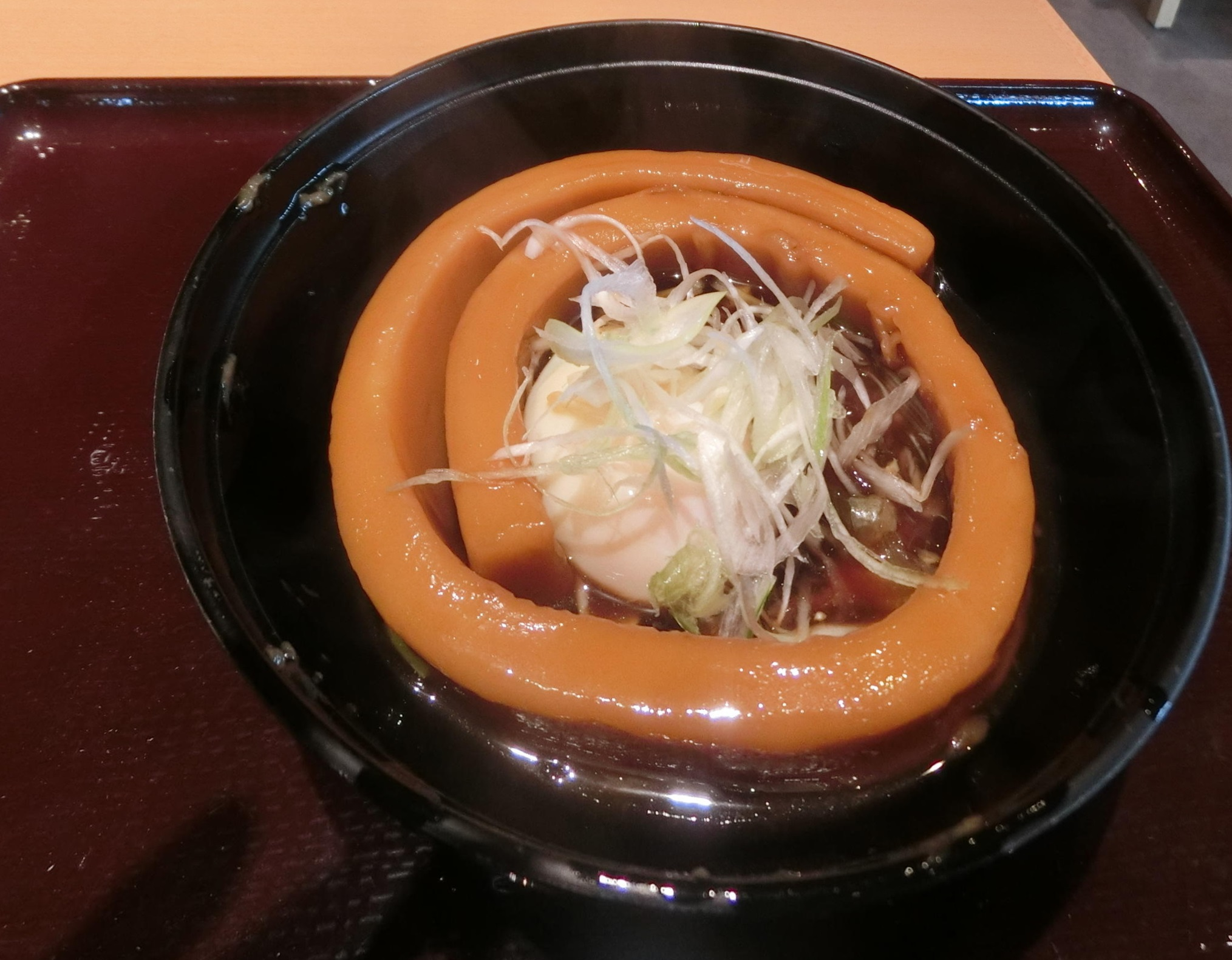
一本うどん

一本うどん（いっぽんうどん）は、通常のものと比べて、きわめて太い麺を使用する。かつての江戸や京都、名古屋で存在していたが、製法が難しく途絶えていた。近年、埼玉県羽生市や京都で復活をさせ、名物としている。

### 中部地方のうどん

#### 帯うどん
静岡県伊豆の代表的なうどん。幅2.5cmの形状で平たくモチモチの食感。鍋焼きうどんや創作うどんに利用される。

#### ほうとう
山梨県全域で作られる郷土料理。かぼちゃや根菜類など季節野菜を主体とした味噌汁に、生地に塩を練り込まず、コシを作らない状態で幅広に切った麺を、打ち粉がついたままの生状態から入れて煮込む。この調理法のために汁にとろみがある。おやきやおねりといった粉食料理の範疇ととらえられており、一般にはうどんの範疇とは認知されてはいない。

#### きしめん

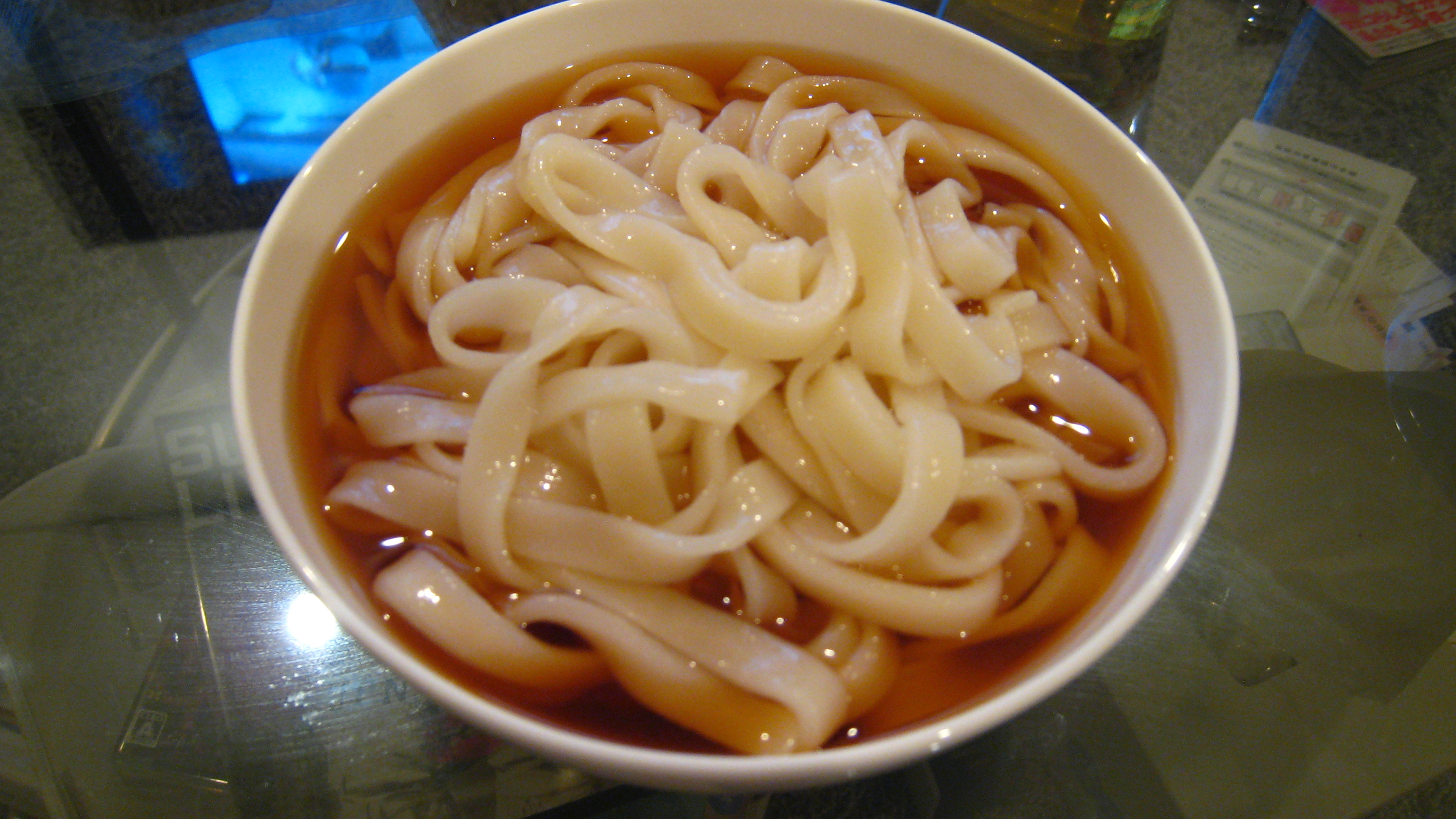
きしめん

愛知県の代表的な郷土料理で、麺の形状が平たい。

#### 吉田のうどん
山梨県富士吉田市で作られる郷土料理。非常に強い固さと太さを特徴としており、すすれない、噛み切れないほどである。煮干や鰹節を出汁とした味噌あるいは醤油味の汁で食べる。キャベツと馬肉が入れられ、各店特製のすりだね（調製唐辛子）が用意されている。富士北麓の当地は、冷涼な気候と溶岩台地の地理的条件から稲作が困難で、水掛麦による麦作が行われ伝統的に粉食料理が食べられていた。

#### おしぼりうどん
長野県埴科郡坂城町周辺で作られる料理。ねずみ大根という辛味の強い大根をすりおろした汁に信州味噌を溶かしたつゆにつけて食べる。

#### おにかけ（オセーメン・オトウジ）
長野県佐久地方の、野菜や竹輪や鶏肉などを入れた煮込料理「お煮こじ」を元にしており、味噌汁のうわずみを用いる。おかわりの麺を椀から椀に移して食べることを「オセーメン」と言う。また、柄の長い竹かごで麺を茹で、椀に移しながら食べることを「オトウジ」という。

#### 氷見うどん

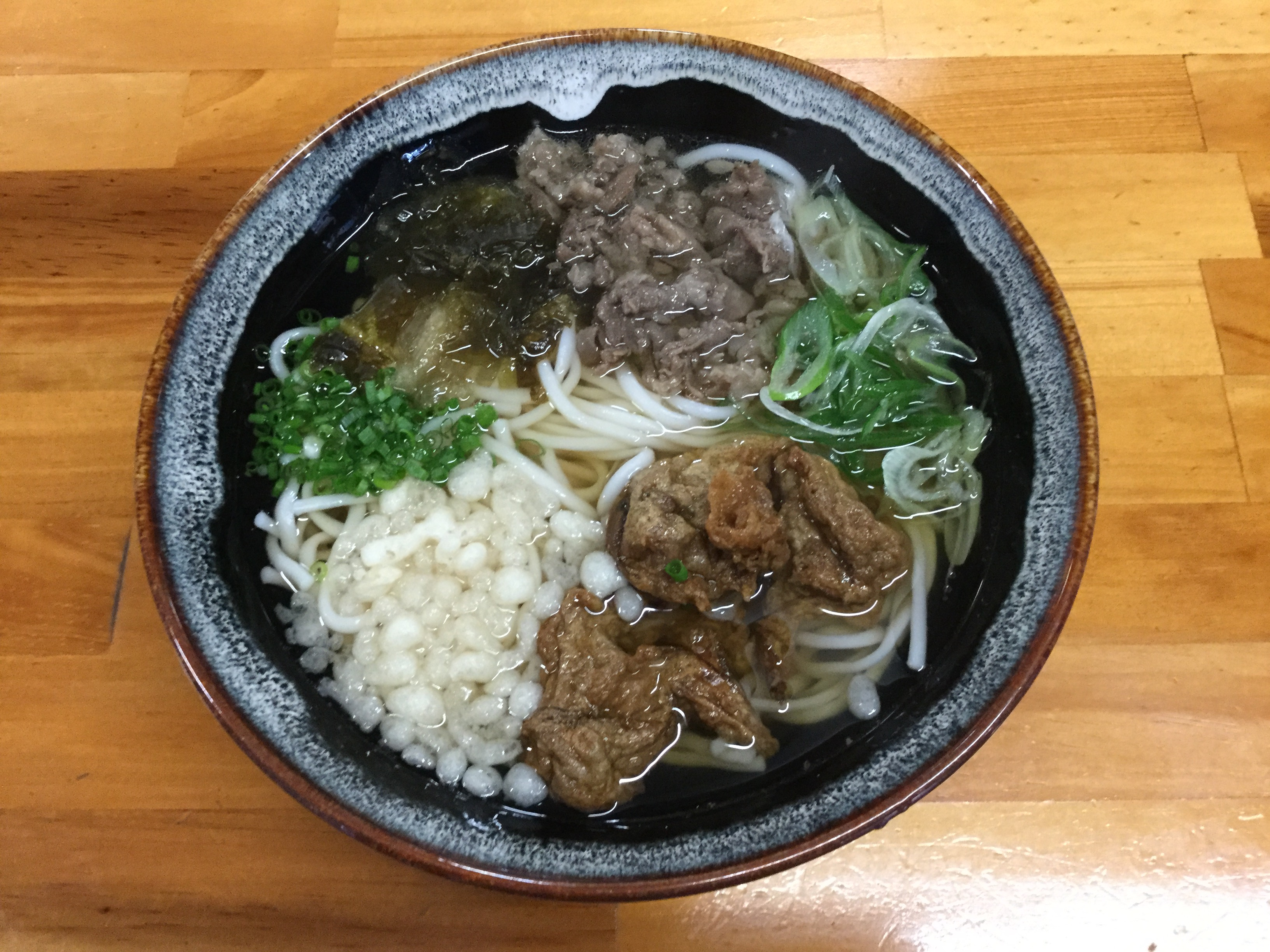
File:Himi-udon.jpg

富山県氷見市で作られる、手延べの細麺が特徴。加賀藩献上御用として藩政期より250年以上の歴史があり、秋田の稲庭と同様に、油を塗らずに延ばしていく。また、手打ちのように足踏みを行うのも特長のひとつである。

#### 小松うどん
石川県小松市で作られる細麺で、のどごしが特徴。加賀藩が名物として大名へ献上品としている歴史がある。普通は足で踏んで練るところを特別に手で練り、炭火で乾燥した。実際には生うどんが食されており、明治以降昭和初期までは各店が自家製麺を作っており、生麺と自家製だしの相性が特徴であることが評判を呼んだ。復興させようと、70店舗ほどで提供されている。

#### にかけうどん
愛知県豊橋市をはじめとする三河地方の郷土料理。温かいうどんに、かまぼこ、刻んだ油揚げ、茹でた青菜、花かつおを乗せたものである。つゆに白醤油を使ったものを「白にかけ」、冷たいつゆを使ったものを「ころにかけ」と称する。

#### ころ（香露）うどん
愛知県や岐阜県では冷やしうどんを「ころ」と称し、うどんをきしめんに変えたものは「きしころ」と称する。

#### 志の田うどん
つゆに愛知県碧南市特産の白醤油を使ったうどん。油揚げが入っているが、きつねうどんと違って油揚げに味付けはされていない。

#### 伊勢うどん

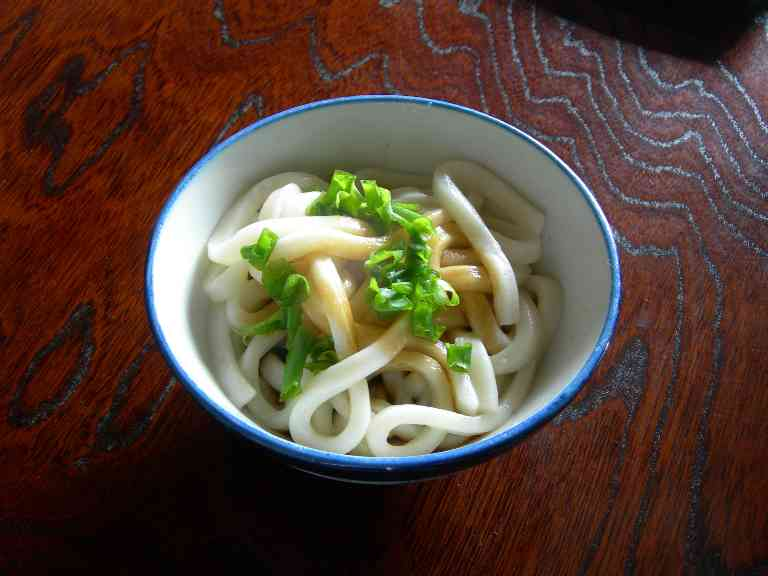
伊勢うどん

三重県伊勢市周辺に伝わる、柔らかくゆでた極太の麺に黒く濃厚なタレを絡めて食べる。

### 近畿地方のうどん

#### 京うどん

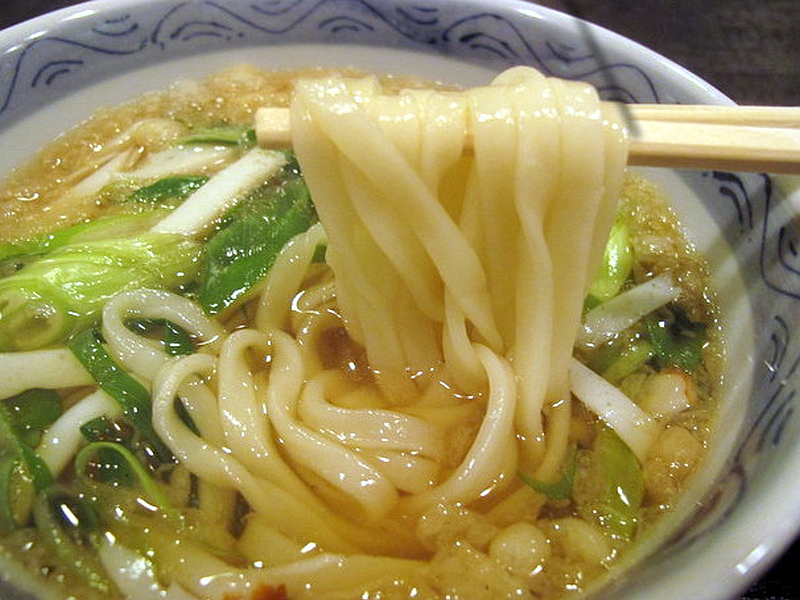
京うどん（はいからうどん）

京都の家庭や店で食べられており、だしに強くこだわり、麺は細い麺をコシがなくクタクタになるまで煮て箸で麺を持ち上げると切れるくらいにするのが特徴。ただし、それ以外決めごとはなくお店で出されているものに統一感がない。

#### こぶうどん
京阪神の店ではよく見られるメニュー。「とろろ昆布」あるいは「おぼろ昆布」を乗せて供する。近畿では昆布を「こぶ」と呼ぶことが多く、メニューにおいても「こんぶうどん」ではなく「こぶうどん」と表記される。「とろろうどん」「おぼろうどん」と呼ばれることもある。

#### かす汁うどん
酒造地帯である灘五郷を中心とするエリアで冬季限定で提供する店があり、酒粕を用いた粕汁ベースの料理。専門店よりも定食屋で多く見られるメニューである。

#### かすうどん

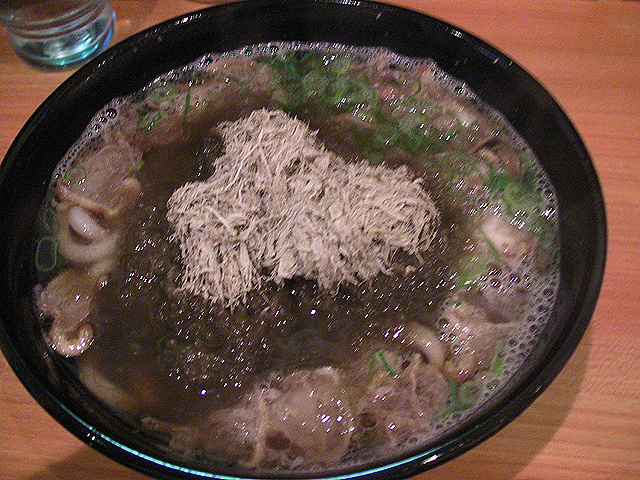
かすうどん

大阪府藤井寺市が発祥地で、特に大阪府南河内地域の松原市、羽曳野市、柏原市などで食べられてきた。トッピングとして細切れにした「油かす」が用いられ独特の風味がある。2000年代に入ってから、メインに提供するチェーン店が急増しており、現在は全国的にも知名度があり、西日本を代表するうどんである。。

#### ホルモンうどん
大阪市の新今宮駅周辺にみられる、ホルモンの煮込みを具材としたもの。牛のフワ（肺）がおもに用いられる。

### 中国地方のうどん

#### 備中うどん
鴨方うどん、備中鴨方うどん、かも川うどんとも呼ばれる、岡山県浅口市鴨方町およびその周辺で作られる麺の名称で、料理名ではない。この地域は、古くから手延乾麺の産地であり、手延そうめんや手延ひやむぎとともに手延うどんも製造されている。特に手延べうどん麺に関しては、生産量は日本一である。

#### ぶっかけうどん
江戸時代、天領だった倉敷に来た代官に差し出されたものが原型という説がある。江戸の蕎麦を由来とする汁であるため、讃岐など他近辺地域のぶっかけうどんよりも濃く甘味が強い汁で、また具が多めである。古くからこの地で食べられていた郷土料理だったが、地元店が倉敷名物として売り出し、定着した。

#### しのうどん

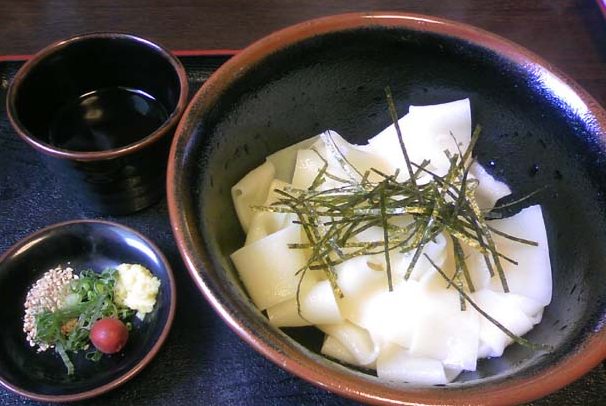
しのうどん

岡山県倉敷市の玉島にある曹洞宗の名刹・円通寺の修行僧が、江戸時代に食していた「一筋一椀」の別称。

#### 大豆うどん
広島県江田島市の郷土料理。大豆と昆布、鰹節を水に一晩漬けて出汁をとったツユを使い、出汁とりにつかった大豆のほかシイタケ、油揚げ、かまぼこなどの具を乗せる。

### 四国地方のうどん

#### 鳴門うどん
徳島県鳴門市を中心に食べられている。藩政時代から昭和後期までは塩田地帯として栄えたが、塩田での重労働を終えた人々向けに、こなれのよい食物として提供されたものとされていた。コシのほとんどない細麺で、だしは煮干しなどを用いたあっさりしたもの。具は細かく刻んだ葱・竹輪・油揚げなど。市では写真家の中野晃治が命名した「鳴ちゅる（なるちゅる）うどん」という呼称を使って宣伝を行っている。

#### たらいうどん
徳島県北東部の阿波市土成地区の郷土料理。ゆで汁ごと大きなたらいにうつし、つけ汁うどんと同じくつけ汁につけて食べる。

#### 讃岐うどん

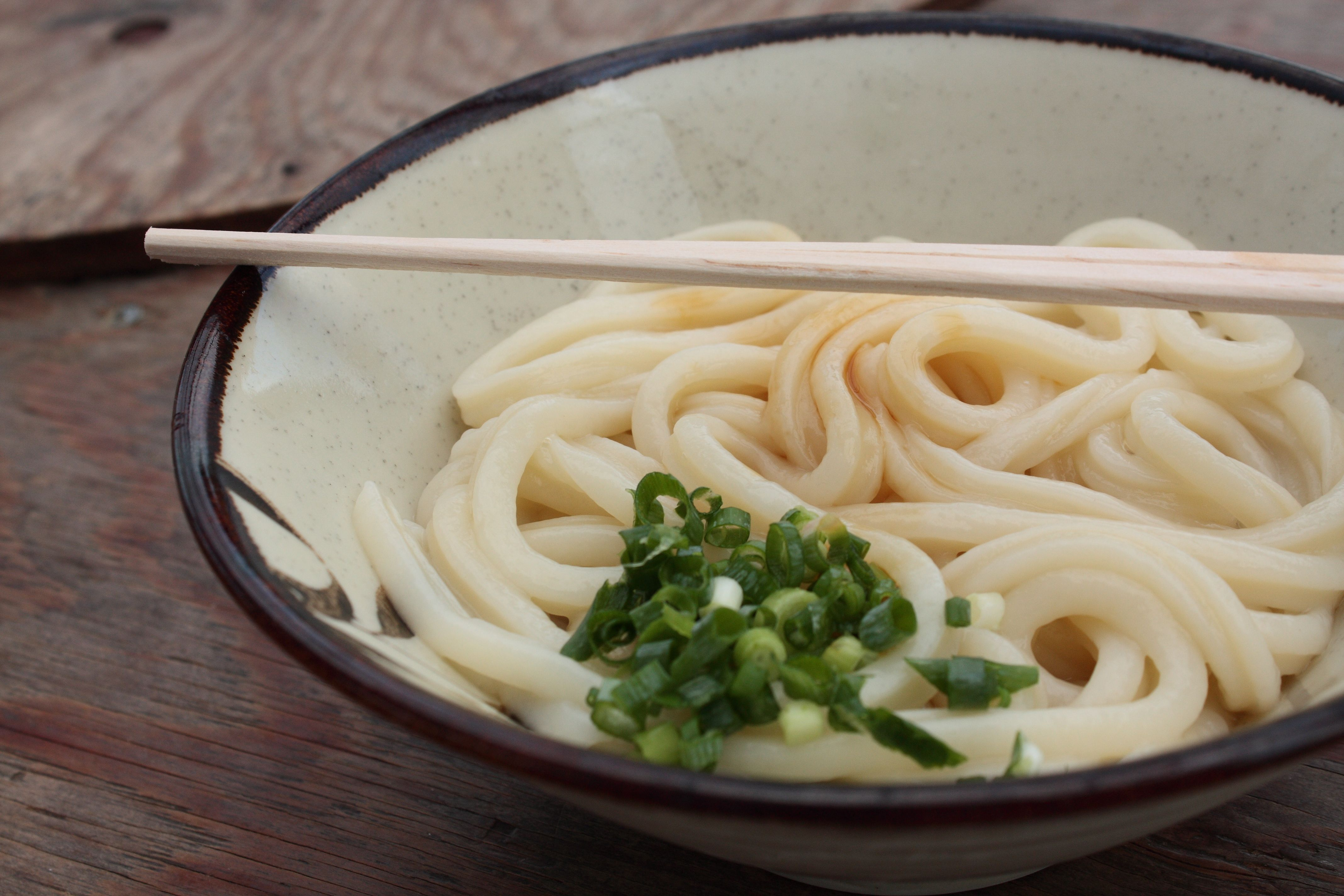
讃岐うどん

香川県は、全国で県民一人あたり消費量トップである。また人口は都道府県別で40位であるにもかかわらず、うどん用小麦粉使用量で2位の埼玉県の2倍以上の使用量で全国一位となっている。町おこしの一環で、香川県を「うどん県」と呼ぶほど、食文化に根付いた地域である。讃岐うどんと呼ばれていて、トッピングや食べ方は多種多様であるが、弾力のあるコシと滑らかな食感が特徴である。

#### 鍋ホルうどん
香川県多度津町で食べられている。もともとは国鉄多度津工場の労働者向けに精肉店が作っていた鍋ホルモンの「しめ」として作られたのが始まりとされている。

### 九州地方のうどん

#### 博多うどん（福岡うどん）

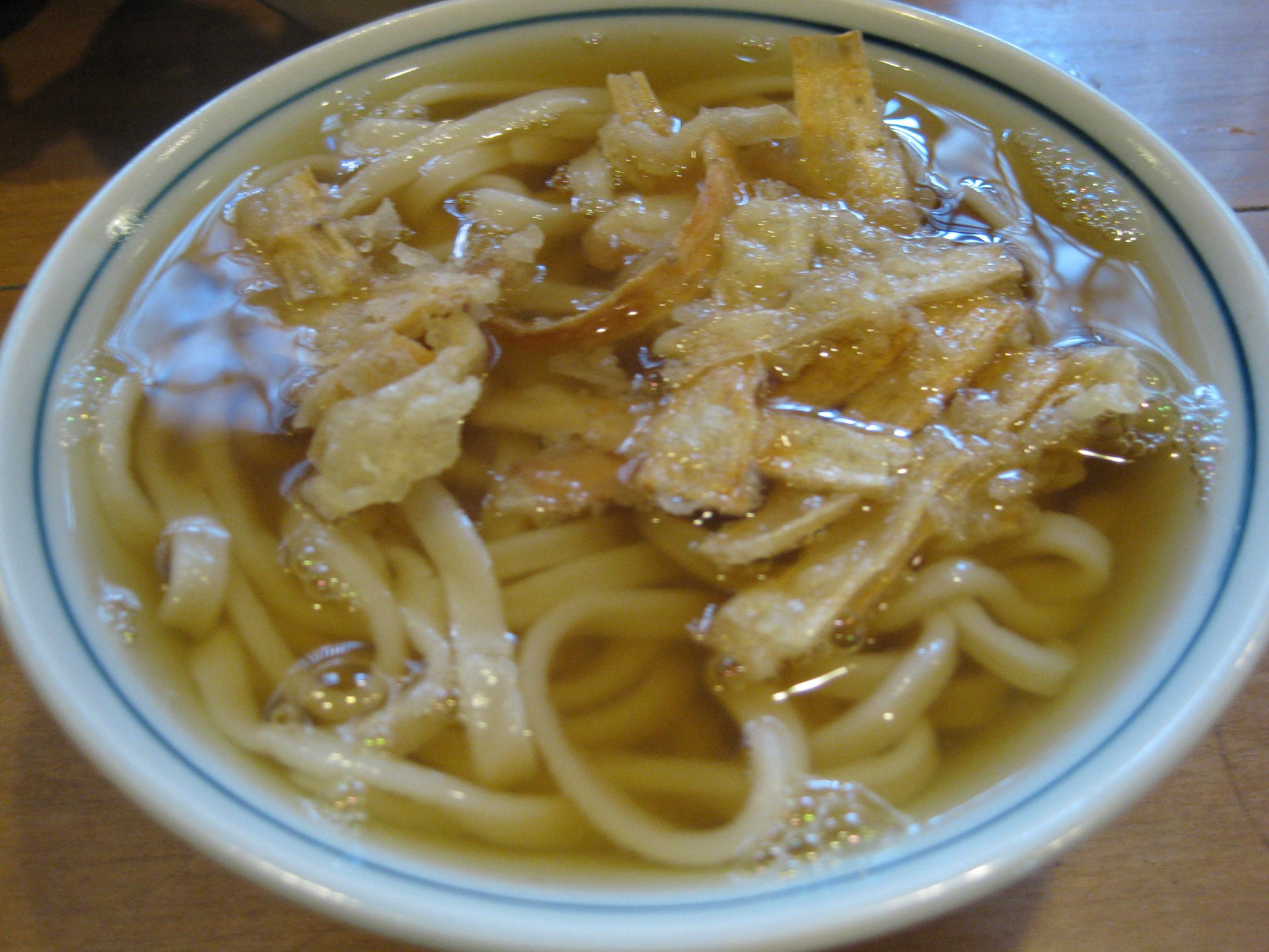
福岡のごぼ天うどん

福岡・北九州・筑後方面で食べられている、腰が弱めで柔らかいものが一般的。汁は昆布、鰹節、うるめ、鯖節、いりこ、あじこ、あご（トビウオ）等を使用し薄口醤油で仕上げる。具としては「丸天」や「ごぼ天」が一般的である。薬味として柚子胡椒が用意されている店も多い。この地方にはヨモギを練り込んだヨモギうどんの麺を供する店も多い。

##### 丸天うどん
福岡県を中心とした地域で食べられている。薩摩揚げに類似する、魚のすり身を円形にして油で揚げた練り物（揚げ蒲鉾）が載っている。当地では揚げ蒲鉾一般のことも「天ぷら」と称することに由来する。九州地方では「天ぷらうどん」のことを指す場合がある。

##### ごぼう天うどん（ごぼ天うどん）
福岡県を中心にした地域で食べられている。笹がきごぼうをかき揚げにした（もしくはバラバラに揚がった）天ぷらが乗っているもので、九州北部地方の大半の店舗で扱っている。

##### かしわうどん

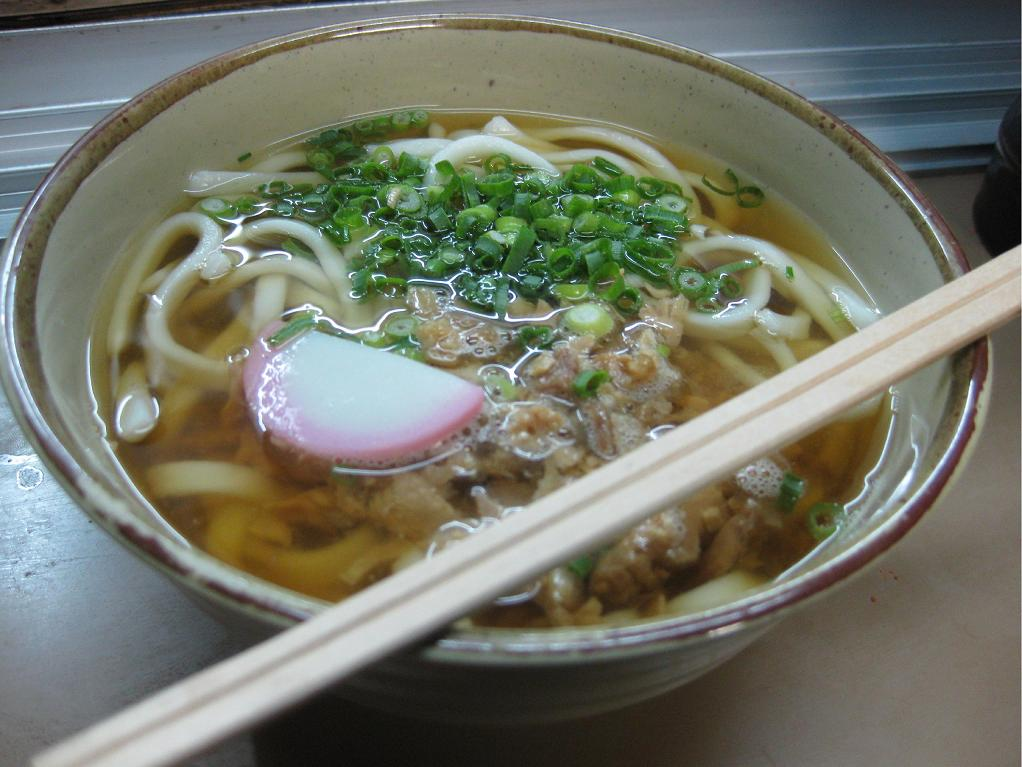
鳥栖駅のかしわうどん

福岡県を中心とした九州北部では定番の、鶏肉の出汁に鶏肉のそぼろ（西日本では鶏肉を「かしわ」と呼ぶ）を散らしたもの。特に駅弁のかしわめしで有名なJR九州小倉駅から折尾駅、博多駅を経て鳥栖駅にかけての駅立ち食いうどん店では、かしわがトッピングされているものが標準的である。大分県などでは鶏肉を煮付けたブロック状のものが載せられたものを指す。

#### 五島うどん

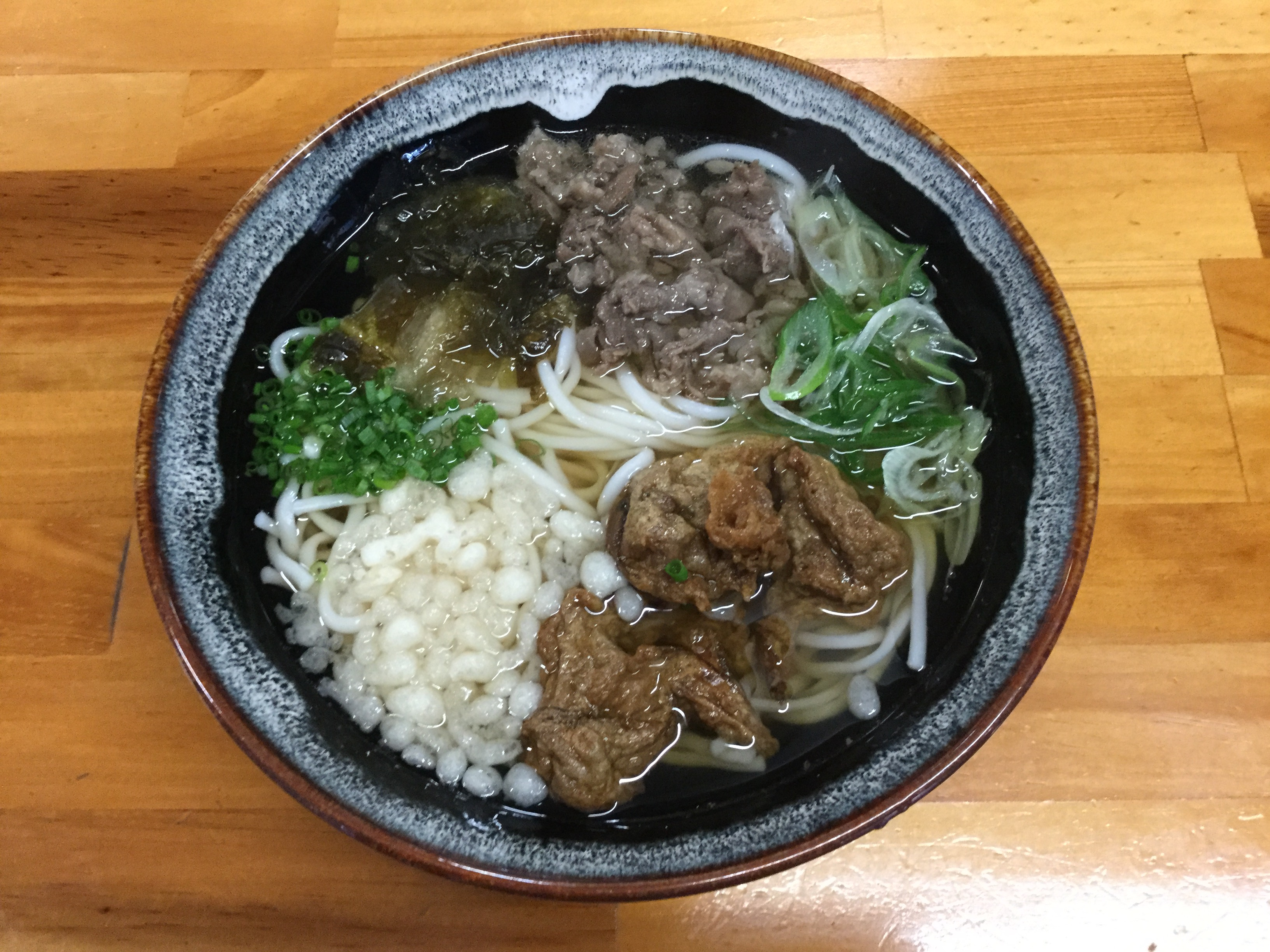
五島うどん

長崎県五島列島で産する乾麺。厚めに丸く延ばした生地を鎌で渦巻き状に切り出した後（この工程から「鎌切りうどん」とも言われる）、そうめんや稲庭うどんのような手延べ製法で作られる。このため通常より細麺で断面が丸いのが特徴。手延べの際に粉をふらず、五島産の椿油を使用しており、かすかにその香りがする。伸びにくいという特徴もあり、たっぷりのお湯で茹で上げた熱々の釜揚げうどんを、醤油やアゴ（トビウオ）出汁のたれで食べる「地獄炊き」が代表的な食べ方である。弘法大師伝来を称する讃岐うどんに対し、五島うどんは地理的に大陸から独自ルートで直接伝来したと言われる。

#### あごだしうどん
長崎県で食べられている。出汁は当地で獲れるアゴ（トビウオ）でとるため、かつおだしよりあっさりした味。長崎地方は古く中国大陸との貿易の歴史があり、五島手延うどんや島原手延そうめんに見られるように手延製法が受け継がれている。奈良時代の文献には「麦縄」としてうどんが書かれており、これは長崎の五島うどんや島原そうめんに見られる「手延製法」と一致すると考えられる。

#### ごまだしうどん

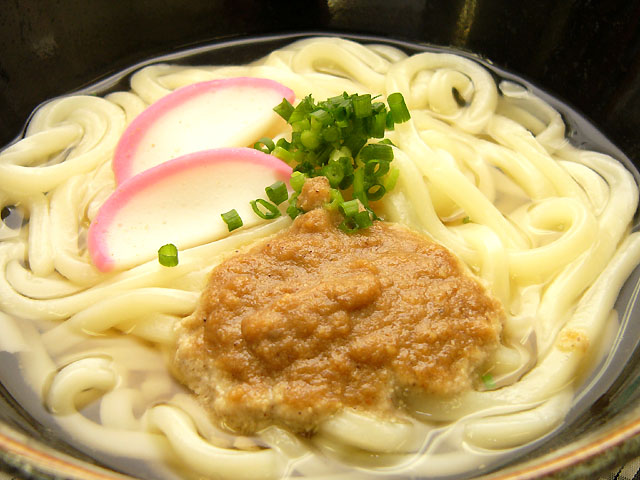
ごまだしうどん

大分県の佐伯市発祥。焼いたエソ類などの魚の身、ごま、醤油などを混ぜ、擂り潰して作られる「ごまだし」と呼ぶ物を湯に溶き、つゆとして用いる。

#### やせうま
大分県で食べられている。弾力ある食感を生かし、きな粉餅のようにきな粉をかけたものである。

#### 団子汁
九州北部地域で食べられる郷土料理。おもに味噌仕立ての汁に、団子を平らにつぶしたものや、平たい麺が入る。大分では「だんごじる」、ほかの地域では「だごじる」と呼ばれる。

#### しるかえ
熊本市（旧飽田町）の郷土料理。ナンテンの葉をすり潰して濾した汁を小麦粉に加えた薄緑色のうどん。

#### 魚うどん（ぎょうどん）
宮崎県日南市周辺の郷土料理である。太平洋戦争中の1940年代、主食不足の頃に代用食として食されていた。トビウオのすり身に小麦粉などを加えた麺を使い、出汁もトビウオの骨からとっている。当時のもの（麺は柔らかくてコシがないのが一般的）とは違い、現代のものはコシが強い。終戦後、永らく食されることはなかったが、1980年に魚料理の普及に努めていた日南漁協婦人部が、土地の老人からの話を聞いて再現し、復活させた。

## 日本国外
欧米などの日本食ブームによって、日本食レストランのみならず、レトルトや冷凍麺がスーパーマーケット等で販売され始めており、家庭料理としても一般的になりつつある。
香港では「烏冬麵」と書いて、広東語読みで「ウードンミン」と発音する。香港の日本料理店で使われ始めた表記だが、現在では中国大陸でもみかける表記となっている。他に「烏龍麵」という表記が使われる場合もあるが、これでは読みが「ウーロンミン」と訛る。「烏龍麺」の表記は似た発音の漢字を当てはめた物であり、「烏龍茶」とは何の関係もない。
台湾では烏龍麵、もしくは烏龍湯麵という名称で親しまれている。スープはやや現地化されているが、基本的には日本のものと大差はない。
韓国では20世紀前半の日本統治時代に日本式のうどんが伝えられた。現在でも우동（ウドン・udong）の呼び名で知られ、韓国人の好きな日本料理の3番目に位置している。出汁に胡椒が入っているのが普通で、味は似て非なるものが多い。一方、釜山周辺では日本と同様のだし汁ベースのうどんが存在する（しかしキムチが盛られている）。なお朝鮮半島には、カルグクスという伝統的な小麦粉の手打ち麺がある。
ベトナムのホイアンには「カオラウ」（cao lầu）という小麦を原料とする太麺の料理があり、17世紀前半の朱印船貿易時代の伊勢商人が持ち込んだ伊勢うどんをルーツとするという説がある。
ハワイは、明治から昭和初期にかけて多くの日本人の移民先となっており、サイミンと呼ばれる麺料理が存在する。現在では中華麺が用いられるが、出汁の味は明らかに和風であり、日本人を中心とした各国の移民たちの交流の中で形成されていった料理であると考えられている。
フィリピンでは、20世紀前半にダバオ地方のプランテーションで労働していた日系移民に由来するオドンという名の麺料理が存在する。
パラオは、第一次世界大戦の終結時から太平洋戦争終結時まで「南洋庁」として大日本帝国の委任統治を受けていた経緯から、UDONと称する麺料理がある。日本のものと同様の醤油味だが、沖縄そばの影響（沖縄県からの移民が多かったため）か、汁は少なめで、また現地で入手しやすいスパゲッティの麺が使われている点に大きな特徴がある。
2009年に日本を訪れた外国人旅行者を対象に日本政府観光局が行った調査では、日本を訪れた外国人観光客が特に満足した食事のアンケートで寿司、ラーメン、刺し身、天ぷらに次いで5位であり、蕎麦は7位であった。

## 代表的なうどんの写真
- 海老の天ぷらうどん
- 力うどん
- 丸天うどん
- ざるきしめん
- 月見うどん
- 葛うどん
- けんちんうどん
- 伊勢うどん

## 統計一覧

### 各都道県ごとの消費量および店舗数の統計データ
- 2014年の総務省家計調査より、都道府県別うどん・そば消費量ランキング（数値は2012年〜2014年の平均値）
- 各項目10位までの都道府県までのデータを掲載。
- 消費量は1世帯あたりの年間消費金額として算出。
- 表の項目欄の▲▼を押すと押した項目での順位に入れ替わります。

| 都道府県 | 順位 | 1世帯あたり 消費額 | 順位 | 店舗総数 | 順位 | 人口10万人当たり 店舗数 | 代表的な郷土うどん                               |
| -------- | ---- | ------------------ | ---- | -------- | ---- | ----------------------- | ------------------------------------------------ |
| 香川県   | 1    | 12,570円           | 14   | 630      | 1    | 63.96軒                 | 讃岐うどん                                       |
| 秋田県   | 2    | 9,981円            | 44   | 118      | 43   | 11.24軒                 | 稲庭うどん                                       |
| 山形県   | 3    | 7,970円            | 26   | 308      | 8    | 26.99軒                 | ひっぱりうどん                                   |
| 群馬県   | 4    | 7,460円            | 8    | 856      | 2    | 43.15軒                 | 水沢うどん・桐生うどん・ひもかわ・おっきりこみ   |
| 京都府   | 5    | 7,103円            | 15   | 562      | 16   | 21.48軒                 | 卓袱うどん                                       |
| 山梨県   | 6    | 7,059円            | 25   | 312      | 4    | 36.84軒                 | 吉田のうどん・ほうとう                           |
| 長野県   | 7    | 6,788円            | 16   | 486      | 13   | 22.90軒                 | おしぼりうどん・おにかけ                         |
| 埼玉県   | 8    | 6,716円            | 2    | 1,581    | 14   | 21.95軒                 | 加須うどん・武蔵野うどん・冷汁うどん・煮ぼうとう |
| 愛知県   | 9    | 6,691円            | 3    | 1,416    | 23   | 19.03軒                 | きしめん・味噌煮込みうどん                       |
| 栃木県   | 10   | 6,576円            | 13   | 676      | 5    | 34.04軒                 | 耳うどん                                         |
| 兵庫県   | 11   | 6,559円            | 9    | 781      | 34   | 14.05軒                 |                                                  |
| 富山県   | 12   | 6,472円            | 28   | 289      | 9    | 26.86軒                 | 氷見うどん                                       |
| 石川県   | 15   | 6,367円            | 20   | 351      | 7    | 30.29軒                 | 小松うどん                                       |
| 徳島県   | 19   | 6,063円            | 32   | 252      | 6    | 32.73軒                 | 鳴門うどん・たらいうどん                         |
| 大阪府   | 27   | 5,713円            | 4    | 1,341    | 31   | 15.15軒                 | かすうどん                                       |
| 神奈川県 | 21   | 5,993円            | 5    | 1,185    | 36   | 13.05軒                 |                                                  |
| 静岡県   | 22   | 5,901円            | 10   | 760      | 17   | 20.41軒                 |                                                  |
| 福井県   | 24   | 5,834円            | 23   | 314      | 3    | 39.50軒                 |                                                  |
| 東京都   | 36   | 5,408円            | 1    | 2,901    | 15   | 21.81軒                 | 武蔵野うどん                                     |
| 千葉県   | 38   | 5,245円            | 6    | 1,012    | 29   | 16.34軒                 |                                                  |
| 福岡県   | 41   | 4,987円            | 7    | 996      | 21   | 19.57軒                 | 博多うどん                                       |
| 宮崎県   | 45   | 4,375円            | 29   | 284      | 10   | 25.36軒                 | 魚うどん                                         |

### うどん用小麦の作付面積
| 順位 | うどん用小麦品種銘柄 | 主な産地                   | 作付面積（単位:ha） |
| ---- | -------------------- | -------------------------- | ------------------- |
| 1    | ホクシン             | 北海道                     | 100,847             |
| 2    | 農林61号             | 茨城ほか16府県             | 39,305              |
| 3    | シロガネコムギ       | 石川ほか7県                | 18,931              |
| 4    | チクゴイズミ         | 山口ほか8県                | 12,804              |
| 5    | ナンブコムギ         | 青森ほか5県                | 2,948               |
| 6    | シラネコムギ         | 宮城、長野両県             | 2,294               |
| 7    | ネバリゴシ           | 青森、岩手、秋田、山形各県 | 1,714               |
| 8    | イワイノダイチ       | 栃木、岐阜、愛知、福岡各県 | 1,396               |
| 9    | あやひかり           | 埼玉、三重両県             | 1,360               |
| 10   | ニシホナミ           | 福岡県                     | 1,355               |
| 11   | ホロシリコムギ       | 北海道                     | 1,241               |
| 12   | さぬきの夢2000       | 香川県                     | 1,235               |
| 13   | つるぴかり           | 群馬県                     | 1,139               |
| 14   | キタカミコムギ       | 青森、岩手両県             | 1,098               |
| 15   | きたもえ             | 北海道                     | 897                 |
| 16   | きぬの波             | 茨城、群馬両県             | 862                 |
| 17   | ふくさやか           | 滋賀、広島両県             | 772                 |
| 18   | タイセツコムギ       | 北海道                     | 396                 |
| 19   | シラサギコムギ       | 岡山、徳島両県             | 386                 |
| 20   | しゅんよう           | 長野県                     | 368                 |

## その他
- 蕎麦も提供している店舗では、麺の加工や茹での工程で蕎麦粉が付着するおそれがあり、蕎麦のアレルギー物質を摂取する可能性があるため、その旨の注意表示を掲げる店舗もある（そばアレルギー参照）。
- うどんから溶出したデンプンにより、茹で汁を環境に大量放出すると水質汚染の原因となりうる。事実、2000年代の香川県ではうどんの茹で汁に起因した水質汚染問題が起きた。その経験から専用の排水処理施設が開発され、うどん店へ排水処理施設の設置を義務付ける条例も制定された。（高濃度うどん排水処理施設参照。）